# Villa medicea de Poggio a Caiano
La villa medicea de Poggio a Caiano (en italiano: villa medicea di Poggio a Caiano), también llamada Ambra [Ámbar], es una villa de campo renacentista de Italia, una de las más famosas villas de los Medici que se encuentra en la localidad de Poggio a Caiano (provincia de Prato, Toscana). Hoy es propiedad estatal y alberga dos núcleos museísticos: uno de los apartamentos históricos (planta baja y primer piso) y el otro, el Museo de la naturaleza muerta (segundo piso).
La villa es quizás el mejor ejemplo de la arquitectura encargada por Lorenzo el Magnífico, en este caso a Giuliano da Sangallo, hacia 1480. No por casualidad es un edificio privado, en el que están presentes elementos que luego serán modelo para futuros desarrollos de la tipología de la villa: la interpenetración entre el interior y exterior mediante filtros como las logias, la distribución simétrica de los ambientes en torno a un salón central (espacio centrífugo), la posición dominante en el paisaje y la recuperación consciente de elementos arquitectónicos clásicos (como la bóveda de cañón o el frontón del templo jónico en la fachada).
También es, desde 2013, uno de los bienes incluidos a título individual en «Villas y jardines Médici en Toscana», inscrito en el Patrimonio de la Humanidad de la Unesco (n.º ref. 175-006).

## Historia

### Quattrocento
La villa está situada en medio de una colina (poggio), una de las últimas estribaciones del monte Montalbano, localizada en una posición estratégica, protegida en un promontorio que se adentra en el río Ombrone y dominante la llanura y la carretera entre Florencia y Pistoia, que aquí cruza la pequeña elevación.

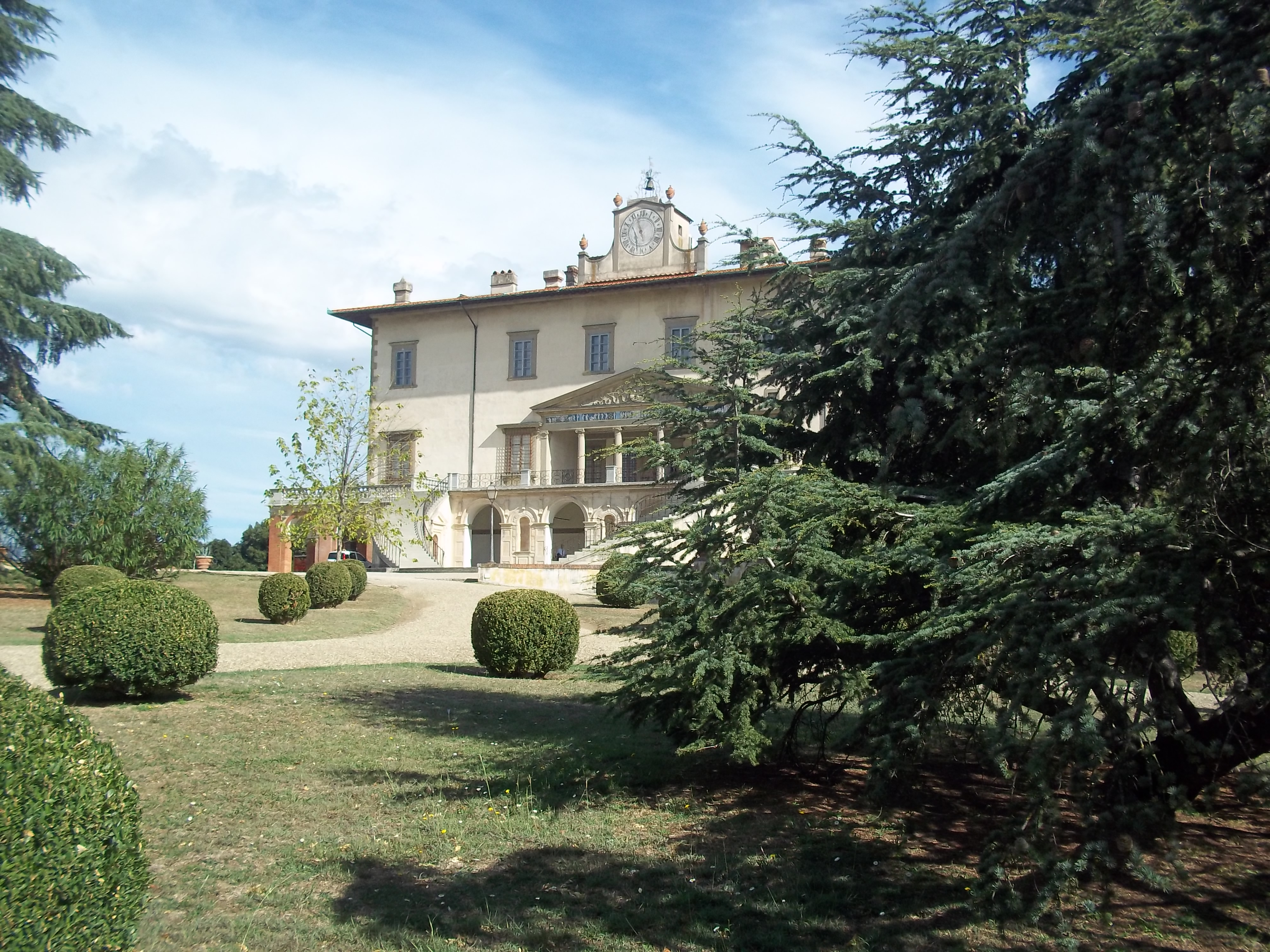
La entrada del parque

Fue hecha construir por Lorenzo de Medici después de haber comprado una finca con destino rústico a Giovanni Rucellai, que a su vez había comprado a Palla di Noferi Strozzi lo que entonces era una sencilla fortaleza, construida por la familia de los Cancellieri de Pistoia a principios del Quattrocento.
Después de un período de intensas compras de tierras entre 1470 y 1474 por la familia Medici en el área de Poggio a Caiano, e incluso en la otra ribera del río Ombrone, cerca de Tavola, Lorenzo encargó a Giuliano da Sangallo la construcción de una villa que se convertirá en el prototipo de la residencia señorial de campo en los siglos siguientes. Lorenzo de hecho, a través de su arquitecto favorito, fue de los primeros en concebir un espacio agreste en el que el territorio fuese ordenado y plasmado de acuerdo a las exigencias de la armonía. De hecho, en ese momento ya empezaba a quedar anticuada la idea de la villa-fortaleza (como la villa de Careggi, más similar a un castillo, hecha solo tres décadas antes por Michelozzo para Cosme el Viejo, el abuelo de Lorenzo). Esta nueva actitud se debía tanto a cuestiones políticas, gracias al período de paz y estabilidad alcanzados por la política de Lorenzo, como filosóficas, de acuerdo con los humanistas que veían al hombre como un modelador del paisaje en su favor, en calidad de"demiurgo" platónico.
Entre las innovaciones originales para la época, aparece el pórtico en la planta del terreno (casi una zona de relación entre el paisaje circundante y la villa), el pórtico y el frontón clasizante del piano nobile y la ausencia de un patio central. Gradualmente, la villa fue enriquecida con obras en un continuum entre arquitectura, pintura y escultura: destacan de ese período los fresco de Filippino Lippi bajo la loggia del primer piso y, tal vez, el frontón en mayólica vidriada atribuido a Andrea Sansovino (que algunos historiadores refieren a una segunda fase de la construcción).
A Giuliano da Sangallo también se atribuye otro edificio dentro de la gran propiedad; se trata de una edificación cuadrada y bastionada, con un patio central, llamada “Cascine”, que se encuentra al otro lado del Ombrone y que, como centro de la actividad agrícola, construida antes de la misma villa, era su contrapunto ideal en el diseño general.
A la muerte de Lorenzo en 1492 los trabajos en la villa estaban todavía en gran parte incompletos y las obras sufrieron una verdadera parada entre 1495 y 1513, debido al exilio de los Medici de Florencia. La villa solamente se había completado en un tercio: el basamento con el pórtico ya completos y los muros del primer piso habían alcanzado hasta el nivel de la imposta de la bóveda que tenía que cubrir el salón central.

### Cinquecento

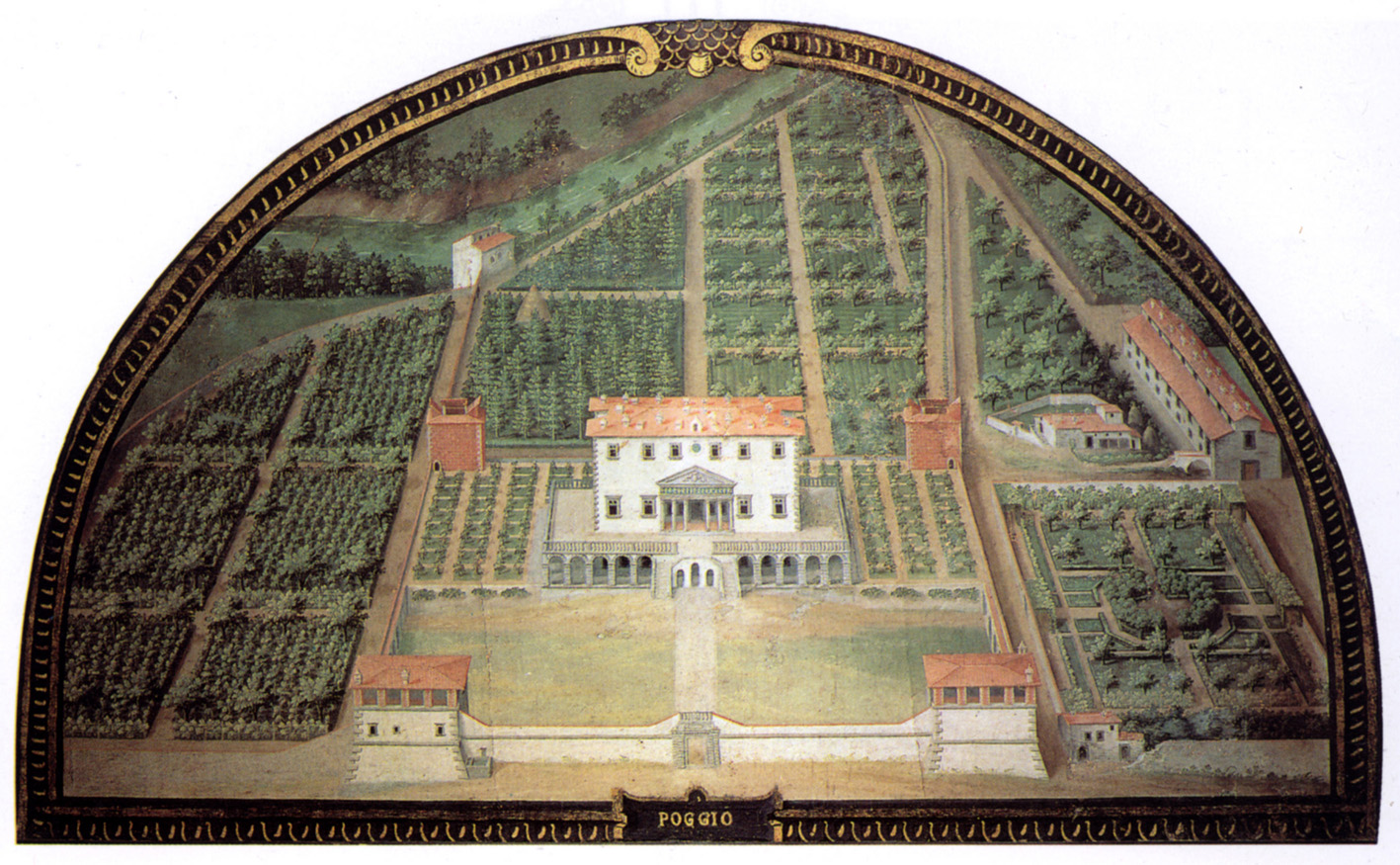
La villa en 1599, según luneto de Giusto Utens

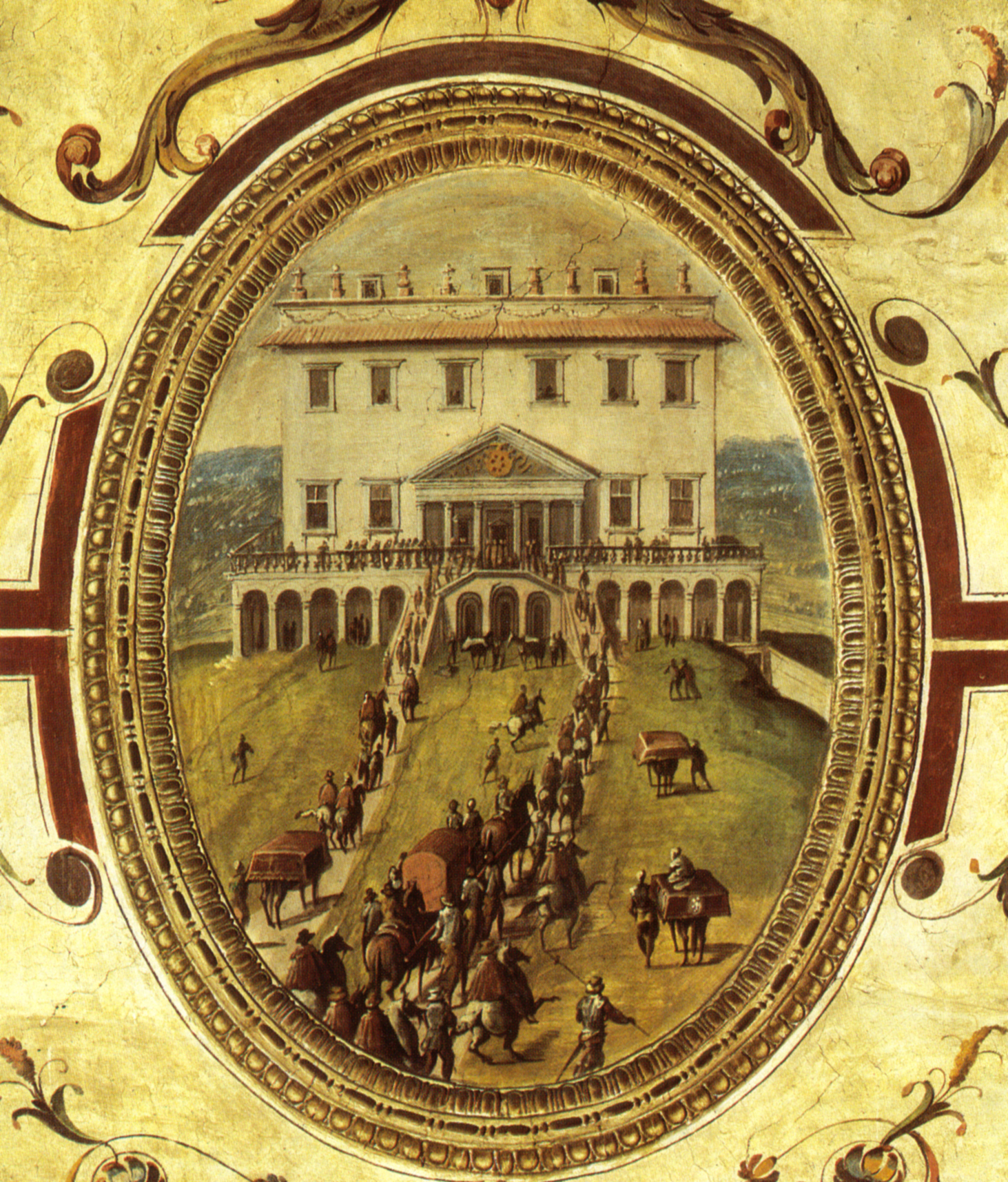
Il corteo di Eleonora di Toledo entra a Poggio a Caiano, fresco de Giovanni Stradano en el Palazzo Vecchio

Entre 1513 y 1520, tras el regreso de los Médici, las obras se finalizaron por iniciativa del hijo de Lorenzo el Magnífico, Giovanni, que en ese tiempo se convirtió en el papa León X. Giuliano da Sangallo, entonces anciano, pudo seguir las obras de manera intermitente y hasta 1516, el año de su muerte. Los trabajos continuaron, sin embargo, de acuerdo con su proyecto, lo más probable es que también documentado por una maqueta de madera. Se hizo la bóveda del salón central hasta la primera planta con el escudo de armas papal (que desde entonces fue llamado Salone di Leone X), bajo la dirección de Andrea di Cosimo Feltrini y del Franciabigio. La gran cubierta encañonada había preocupado desde el principio, a los clientes, que por su grandeza temían un colapso, pero fue probada por Sangallo en su propio palacio florentino, que estaba construyendo entonces, de acuerdo con una anécdota contada por Giorgio Vasari; también la propia bóveda del pórtico de la primera planta, completada entre 1492 y 1494, que sirvió como prototipo ulterior.
Siempre en la época de León X se comenzaron los frescos del salón por los más grandes maestros florentinos de la época: Pontormo, Andrea del Sarto y el propio Franciabigio. Las pinturas se completaron cerca de cincuenta años más tarde por Alessandro Allori, con un replanteamiento del proyecto original en clave más monumental, dando más espacio a las figuras que a la arquitectura pintada.
La villa en Poggio a Caiano siempre fue la residencia de verano de los Médici y, además de hospedar a numerosas personalidades, fue escenario de importantes acontecimientos de su historia dinástica. En particular, en la villa se recibieron, antes de llegar a Florencia, a los cónyuges extranjeros de miembros de la familia, que en ella recibían el homenaje de la nobleza florentina: el caso de Juana de Austria, la primera esposa de Francisco I y de Cristina de Lorena, esposa de Ferdinando I. Se celebraron aquí, entre otros, el matrimonio de Alejandro de Médici y Margarita de Austria (1536); el de Cosimo I y Leonor de Toledo (1539); y el de Francisco I y Bianca Cappello, ya su amante (1579). Los mismos Bianca y Francesco murieron también en esta villa, por razones no totalmente claras y con sospechas de envenenamiento.

### Seicento y Settecento
En 1661 llegó a Florencia Margarita Luisa de Orleans, prima de Luis XIV y esposa de Cosme III de Médici. La princesa, profundamente diferente del carácter melancólico y ultra-religioso de Cosme, y especialmente abrumada por la Gran Duquesa madre Victoria della Rovere, fue relegada de manera efectiva en Poggio a Caiano. Para aliviar el cautiverio, pese al séquito de ciento cincuenta personas, hizo construir el teatro en la planta baja, antes de regresar definitivamente a Francia en 1675.
La villa fue la residencia favorita del hijo de Cosme III, el príncipe Fernando, un gran amante de las artes que murió prematuramente y que la convirtió en un activísimo centro cultural. A menudo se representaban comedias en el teatro y en la villa había reunido una singularísima colección que llamaba el Gabinetto delle opere in piccolo di tutti i più celebri pittori [Gabinete de las obras en pequeño de todos los más célebres pintores]. Era una pinacoteca dispuesta en una única estancia de la villa, que contenía 174 cuadros de muchos artistas diferentes, el más grande de los cuales medía 100x75 cm, y que tenía obras de importantes autores como Durero, Leonardo da Vinci, Raffaello Sanzio, Rubens, etc. Hoy no se puede admirar, ya que fue desmenbrada en 1773 por los Habsburgo-Lorena. La sala del Gabinete fue pintada por Sebastiano Ricci con una Allegoria delle arti, pero este trabajo se perdió en las reestructuraciones sucesivas. El monumental órgano del romano Lorenzo Testa (1703), ahora en el Palacio Pitti y entonces en el teatrito, fue fruto de un deseo de Fernando.
A la muerte de Giangastone (1737), hermano de Fernando y último descendiente de los Médici, la villa pasó a los nuevos grandes duques de Toscana, los Habsburgo-Lorena, que siguieron utilizándola como residencia de verano o como punto de parada en sus viajes a Prato y Pistoia. Emprendieron las labores de mantenimiento necesarias y la restauración periódica, a pesar de que, de acuerdo con su estrategia económica, entendieron necesario redimensionar las posesiones rurales: comenzaron a no usar más algunas villas (como la Ambrogiana y la de Lappeggi), reuniendo los muebles en el palazzo Pitti y en las residencias conservadas. Poggio a Caiano no sufrió este destino y son testimonio de ese tiempo solo unos pocos muebles, como las pequeñas cajas de madera con finas incrustaciones que representan vistas y paisajes. Los arquitectos Giuseppe y Giovan Battista Ruggeri se hicieron cargo de una restauración general, con la renovación del teatro y la colocación de un reloj de la fachada.
En la época de Fernando III de Toscana, el parque en frente de la villa estaba equipado con algunas instalaciones singulares para el divertimento: un "rueca volante" , un balancín, un carrusel de los burros y un carrusel de caballos, que todavía se conservan en un depósito de almacenamiento.

### Ottocento

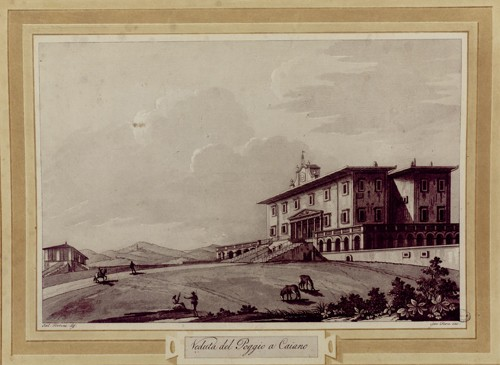
La villa a principios del Ottocento, antes de las modificaciones de Poccianti. Grabado incluido en el Viaggio pittorico della Toscana, de Francesco Fontani

Con la conquista napoleónica, Toscana entró en la esfera de influencia francesa, primero como reino de Etruria y luego como parte del mismo Primer Imperio francés. La villa sufrió cambios internos y externos (especialmente por obra de Pasquale Poccianti) por iniciativa de la regente María Luisa de Etruria y más tarde de Elisa Baciocchi Bonaparte, hermana de Napoleón, desde 1804, princesa de Lucca y Piombino y, desde 1809, Gran Duquesa de Toscana. La villa de Poggio se convirtió en una de sus residencias favoritas y parece que en ela se consumó un supuesto romance entre ella y el famoso violinista Niccolò Paganini, que celebró en el teatro de la villa numerosos conciertos. Allí estuvieron también, entre otros, Giovanni Paisiello, Etienne Nicolas Méhul y Gaspare Spontini. Destacan de esa época los frescos de estilo neoclásico, del pratense Luigi Catani en la sala de entrada del primer piso, y en diecisiete salas de la villa, en las que colaboraron varios artistas guiados siempre por Catani.
También encargados por Elisa Baciocchi, en 1811 Giuseppe Manetti proyectó nuevos jardines a la inglesa, disponiendo caminos irregulares, un estanque y pequeños pabellones neoclásicos, como una nevera cónica y un templete de Diana. El proyecto no se completó hasta más tarde y solo parcialmente.
Con la restauración (1819) continuaron las reparaciones y los trabajos de reordenación, especialmente en el jardín, donde fue construido un invernadero, solemne obra de Pasquale Poccianti, y fue completado el jardín inglés.
Cuando Florencia se convirtió en capital, Vittorio Emanuele II, amante de los caballos y de la caza, hizo reorganizar la villa: se construyeron nuevos establos y algunas salas de la planta baja fueron redecoradas, como la sala de juegos de billar de la planta baja o la Sala dei Pranzi, diseñada por el arquitecto Antonio Sailer. Con Vittorio llegó también la bella Rosina, Rosa Vercellana, una plebeya piamontesa, amante del rey y más tarde su esposa morganática. Testimonio de esta última historia de amor que tuvo como escenario la villa son los dormitorios del rey y de su esposa, visitables hoy en la primera planta.
En 1828 se dispusieron relojes de sol en los lados del edificio, mientras que el interior de la villa se actualizó con elegantes muebles procedentes de los palacios reales de Módena, Piacenza, Parma, Turín, Lucca y Bolonia, todos entonces patrimonio del nuevo reino unitario.

### Novecento y época contemporánea
En 1919 la administración de la Real Casa donó la villa al Estado italiano. La cascina di Poggio a Caiano-Tavola y los establos, que con la villa constituían un complejo unitario de gran valor arquitectónico, fueron de nuevo cedidos, siempre después de la guerra, a la Opera Nazionale Combattenti e Reduci y posteriormente vendidos a privados. El mobiliario y los papeles pintados y tapices del segundo piso se dispersaron irremediablemente en este periodo.
Durante la Segunda Guerra Mundial la villa fue utilizada como lugar de refugio, ante los bombardeos, de importantes obras de arte provenientes de todo Toscana, como las estatuas de la Basílica de San Lorenzo (Florencia)#Sacristía NuevaSacristía Nueva de Miguel Ángel o el Quattro Mori di Livorno, etc. Además, durante el paso del frente, sirvió como refugio para la población desplazada que se refugió en los amplios subterráneos.
En 1984 se convirtió en un museo nacional y desde entonces comenzó un importante ciclo de restauraciones, donde gracias a un valioso inventario datado en 1911, se ha intentado reconstruir lo más posible el aspecto interior de la villa en aquella época, recuperando todos los objetos, muebles y obras de arte dispersos entre varios museos y depósitos estatales.
En la villa y en los jardines han sido ambientadas escenas de la película Darling, de 1965, dirigida por John Schlesinger.
La reordenación solo se concluyó en 2007, con la apertura al público de la segunda planta, donde fue dispuesto el Museo de la naturaleza muerta, en el que han encontrado adecuada sede las grandes pinturas de Bartolomeo Bimbi, así como otras obras provenientes de las villas mediceas de Castello, de la Topaia, de la Ambrogiana y de otros depósitos de superintendencia.
En la noche del 6 de marzo de 2017, debido a una fuerte tormenta, se derrumbó parte (unos 20 metros) de los muros de cierre de la villa.

### Propuesta para el futuro
La actividad de investigadores y restauradores se centra ahora en la recuperación para poner a disposición del público los otros ambientes de la villa. Entre ellos se encuentran la Cucinone del siglo XVII y el Criptopórtico subterráneo que lo conecta la villa. Este ambiente es uno de los ejemplos mejor conservados de arquitectura orientada según las exigencias domésticas de una corte: comprende varias estancias para el uso de lavanderia y también un huerto con hierbas aromáticas medicinales para el uso de la cocina. Junto con la Sala della Pallacorda (pista de tenis), un tiempo campo de juego, estas estancias podrían ser utilizadas para la exposición de las atracciones del siglo XVIII.

## Descripción
La villa medicea de Poggio a Caiano es el primer ejemplo de arquitectura renacentista que combina la lección de los clásicos (especialmente de Vitruvio) con los elementos típicos de la arquitectura señorial rural toscana y otras características innovadoras. Es evidente la lección de Alberti, desde la elección del lugar donde se encuentra la villa, hasta llegar a la simetría y armonía de las proporciones. La introducción de una basis villae (la plataforma sostenida por arcos sobre la que reposa el edificio) se retoma en lugar de los modelos clásicos, como el templo de Júpiter Anxur en Terracina.

### Exterior

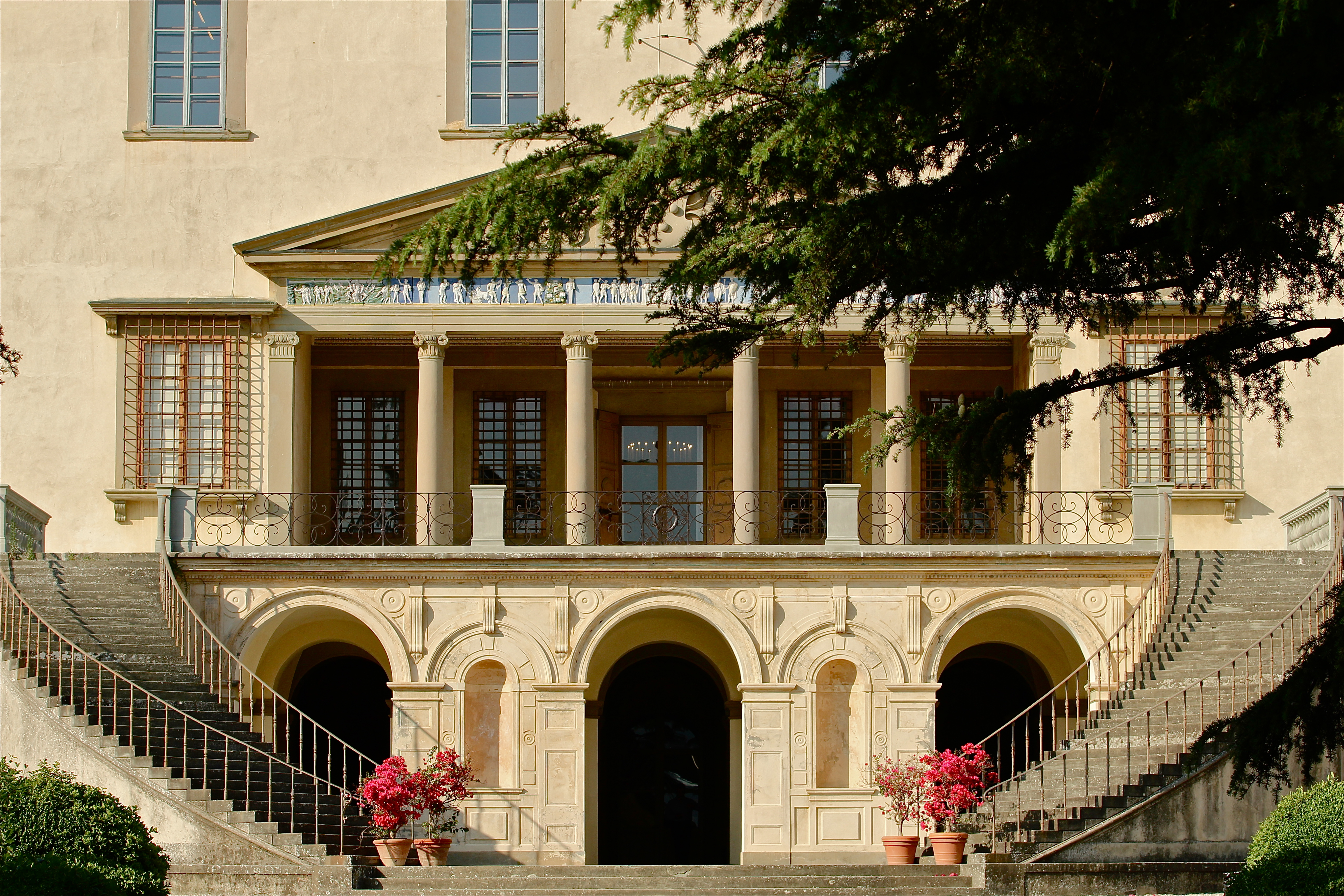
La logia entre los dos brazos de la escalera

El exterior de la villa ha conservado bastante intacto el original proyecto renacentista de Sangallo, a excepción de las escaleras gemelas que conducen a la terraza, construidas a principios del 1800 en sustitución de la original, recta y perpendicular al cuerpo de la villa, bien visible en la representación de la villa del luneto de Giusto Utens. Al proyectarla, en 1807, fue Pasquale Poccianti quien ideó "una escalera exterior con el tránsito cómodo para las carrozas a cubierto" (es decir, con un loggia central relativamente profunda para poder, en contraste con la logia existente, permitir el acceso a las carrozas al abrigo del mal tiempo) y luego fue realizada en los años siguientes por Giuseppe Cacialli. Aunque el techo había sido modificado cuando en 1575 Alfonso Parigi sustituyó los aleros, donde había una ronda y una coronación con barandilla con chimeneas, con un voladizo de la cubierta más saliente, obteniendo una sobreelevación del esquema que alteró significativamente las proporciones del diseño original de Sangallo. También se modificaron las ventanas que inicialmente eran en cruz, divididas en cuatro partes con una especie de cruz de piedra en el centro, siguiendo un modelo de finales del XV inventado por Baccio d'Agnolo. En el siglo XVII, en vez de eso, se añadió la torreta con el reloj, en línea con el frontón central original.
El cuerpo del edificio está rodeado por una terraza porticada. En la parte superior de la escalera se encuentra una logia rematada por un frontón y un techo abovedado decorado con relieves. En la pared derecha de la loggia hay una decoración al fresco representando el Sacrificio di Laocoonte de Filippino Lippi: después de la restauración terminada en 2014 ese fresco se expone dentro de la villa.

Vistas del exterior
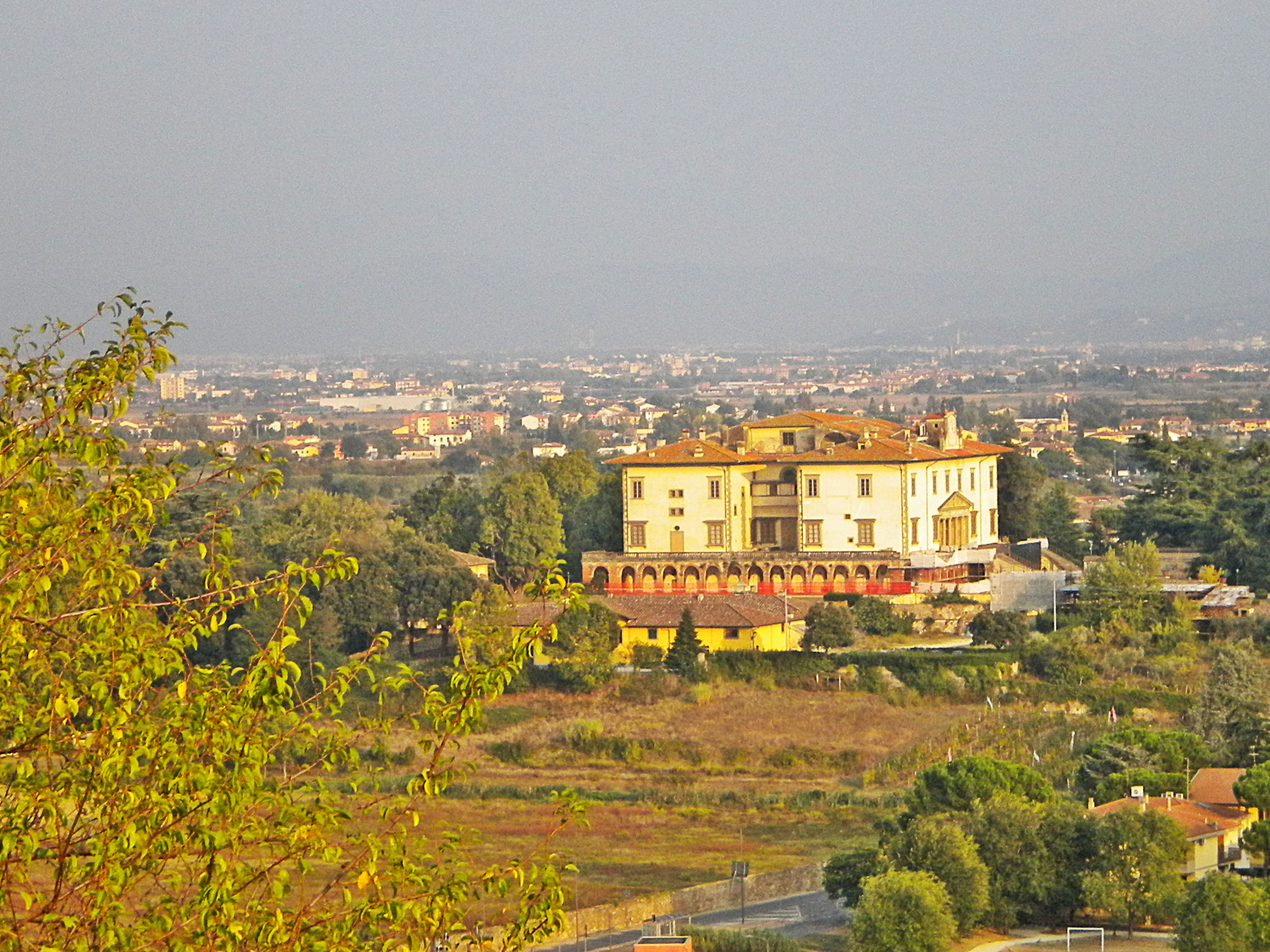
Vista lejana
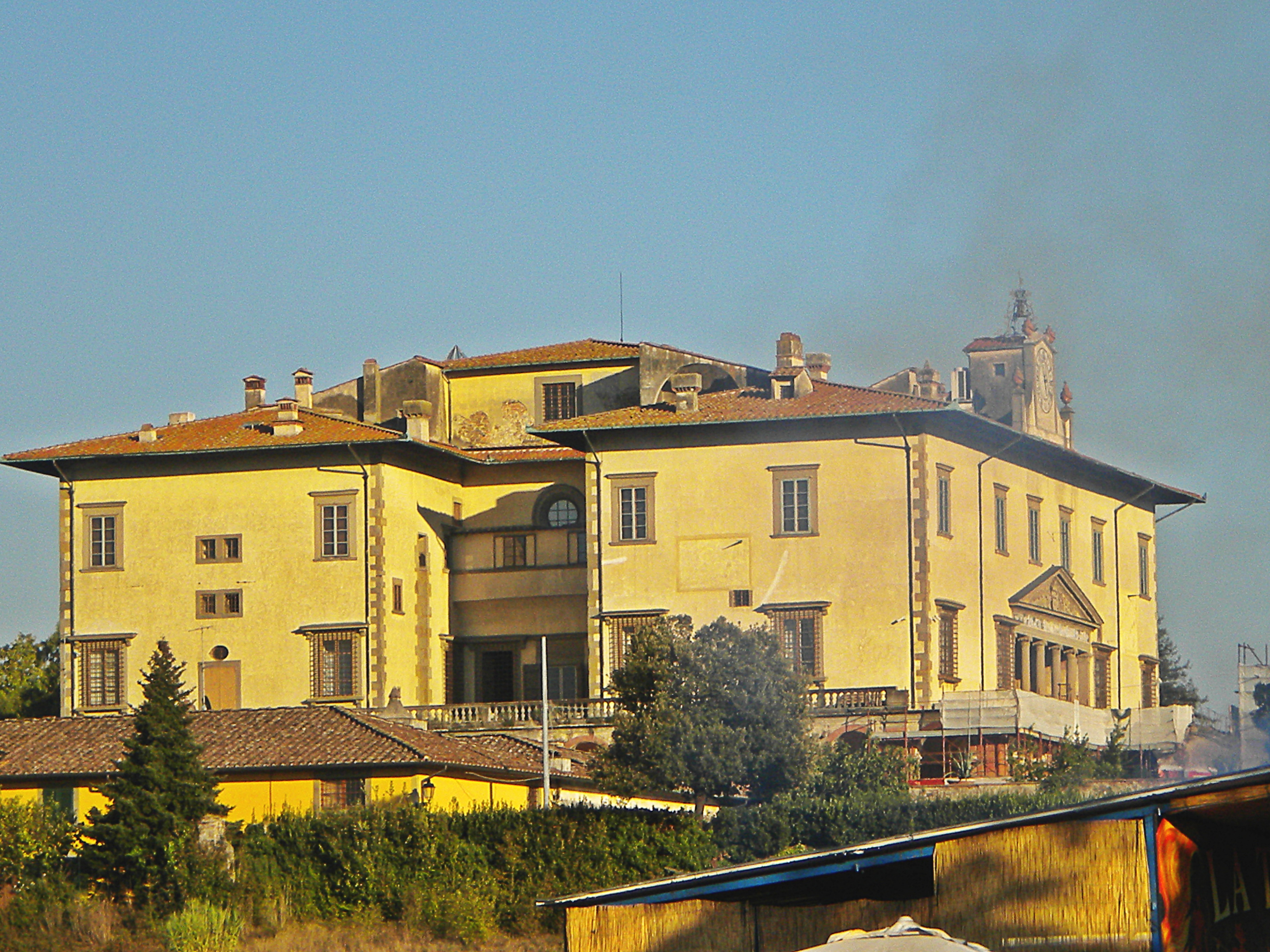
Vista en escorzo de la fachada
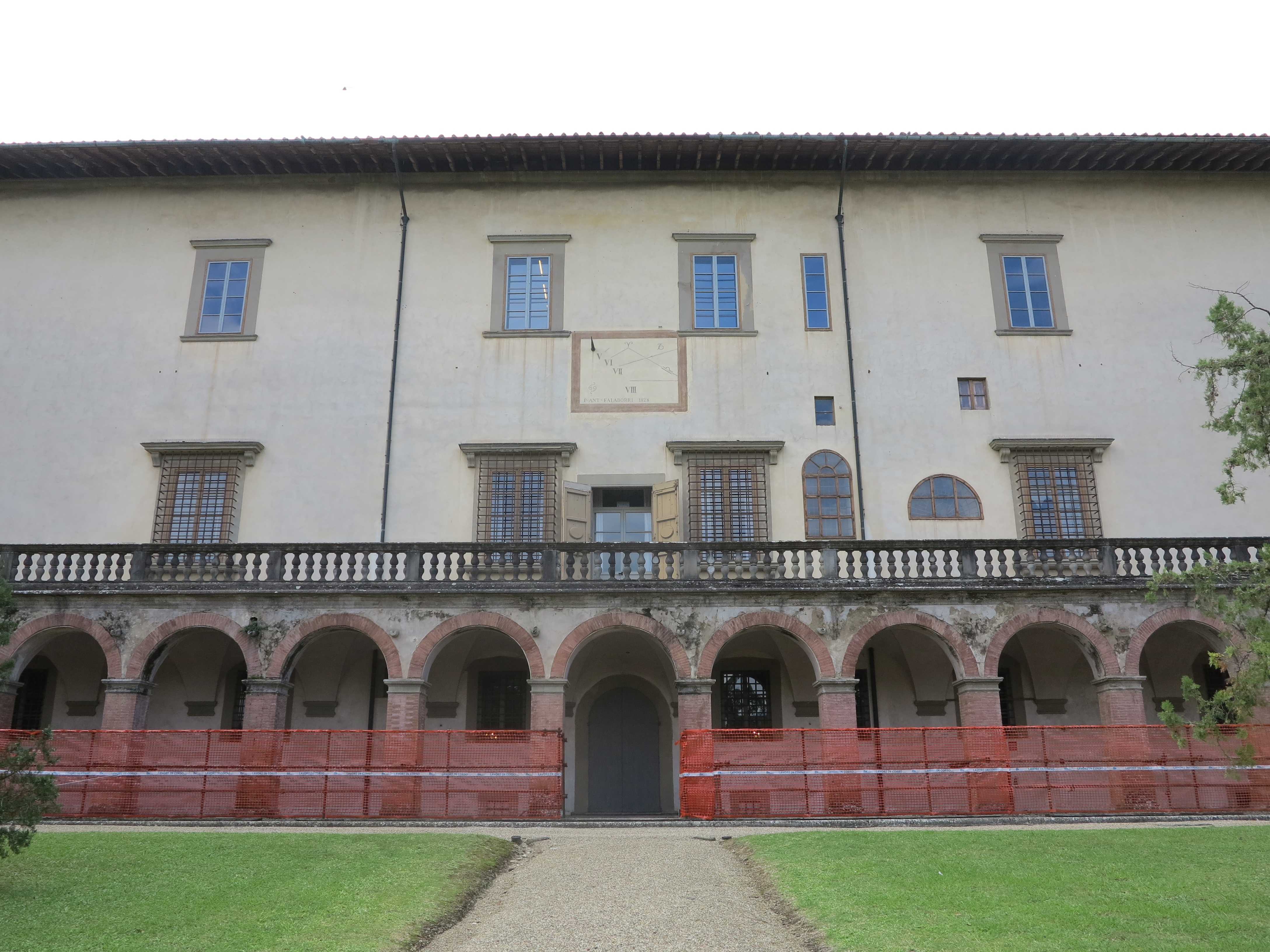
Fachada lateral
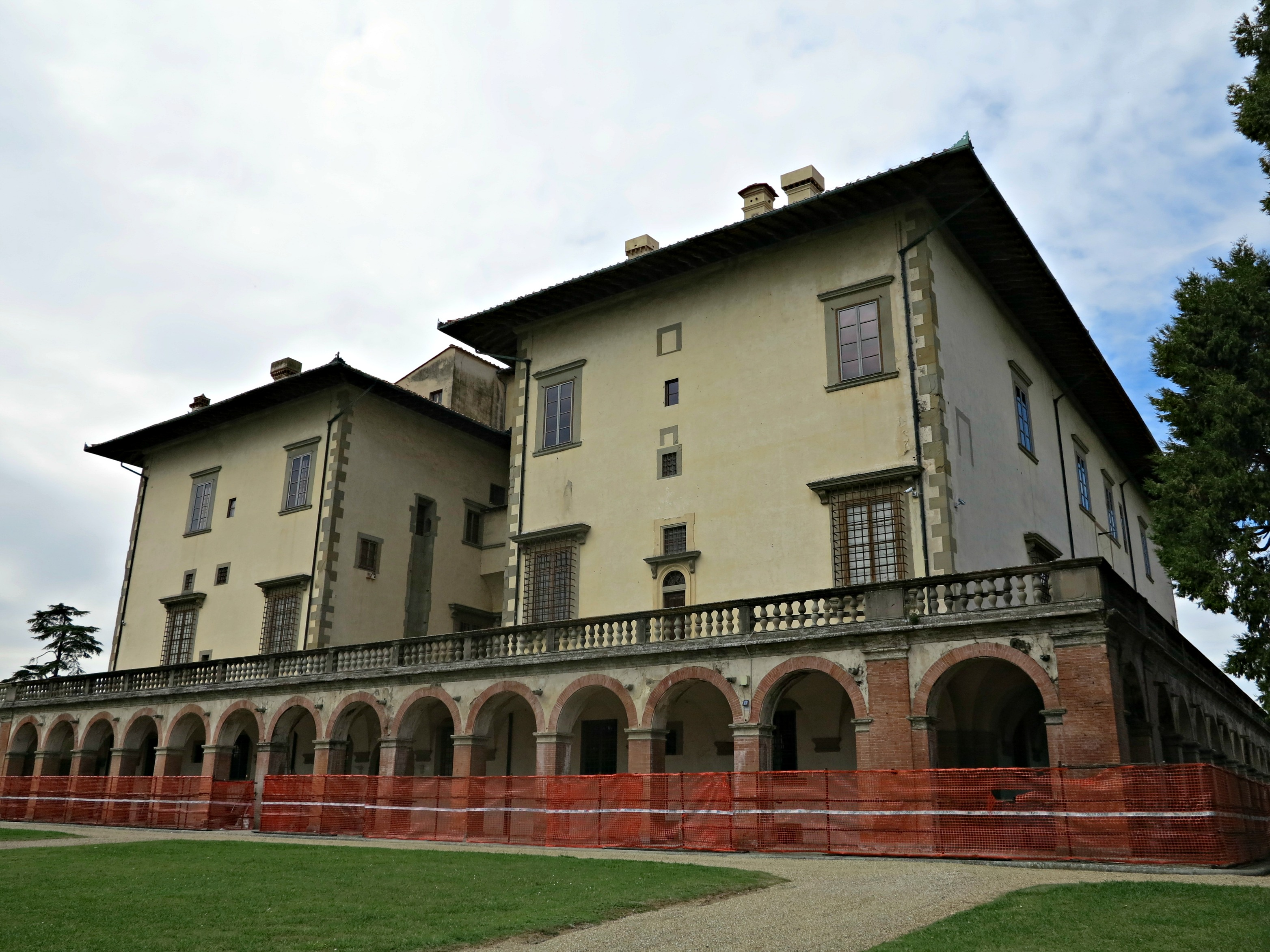
Fachada trasera

#### Friso
El friso en terracota vidriada en tricromia (blanco, azul y verde) que se puede ver hoy sobre el arquitrabe del frontón en la fachada principal de la villa es una copia hecha en 1986 por la fábrica Richard-Ginori, mientras que el original se encuentra en una sala del primer piso de la villa. Esta obra tiene 14,22 metros de largo y 58 cm de alto y es de atribución y datación inciertas. Principalmente se atribuye a Andrea Sansovino relativamente a la fase de construcciones de Lorenzo el Magnífico, a la que hace referencia el tema del retorno Età dell'oro, obra ejecutada por Giuliano da Sangallo o por Bertoldo, o incluso hecha en dos fases, la segunda de las cuales fue terminada en la época de León X.
El tema elegante y emblemático también puede representar la elección del alma de acuerdo con el mito platónico. En cualquier caso, es evidente la naturaleza de la expresión del complejo clima iniciático, relativo al círculo filosófico de Lorenzo, a través de una serie de figuras alegóricas, de evocativo clasicismo.

Friso
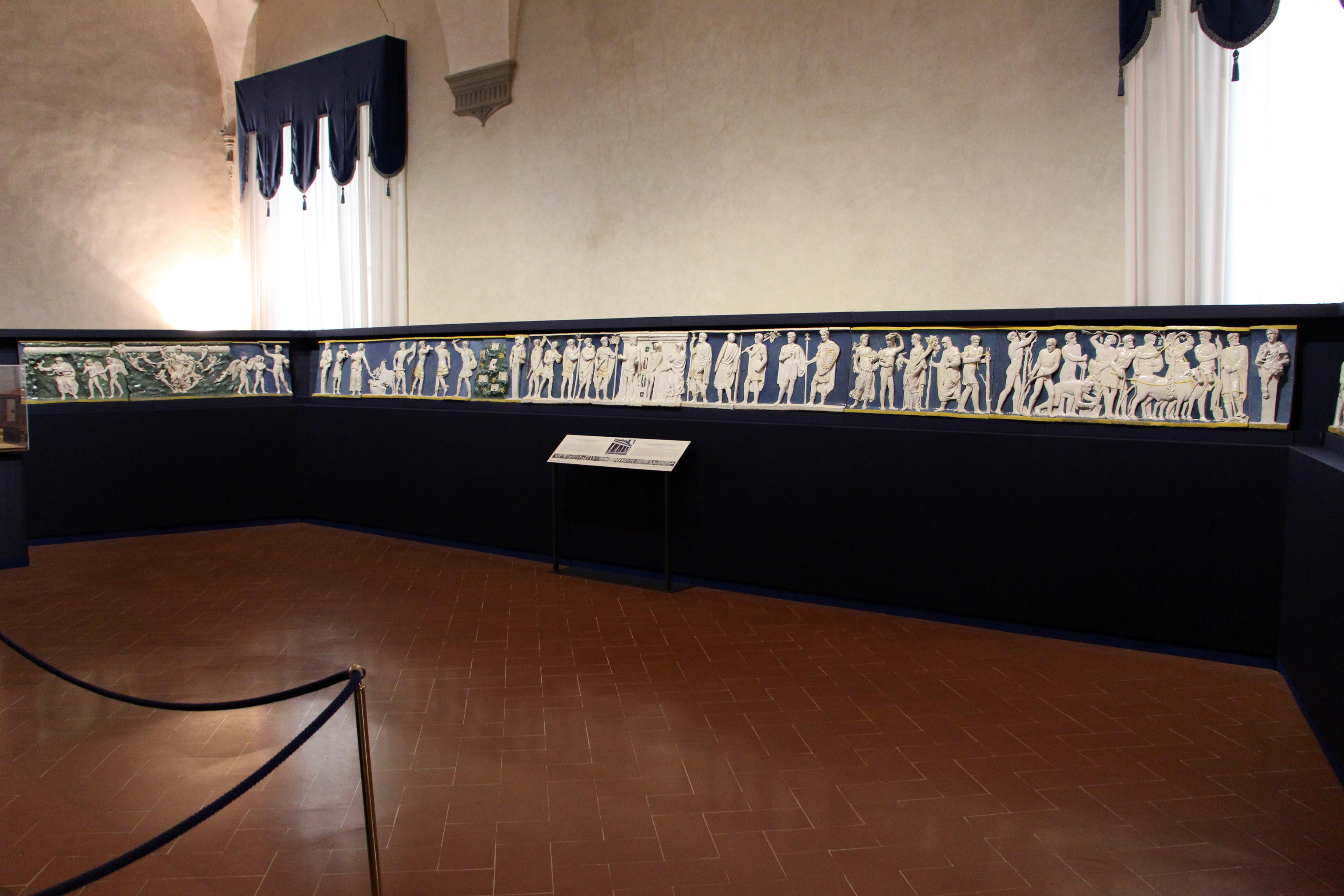
Sala del friso de la primera planta
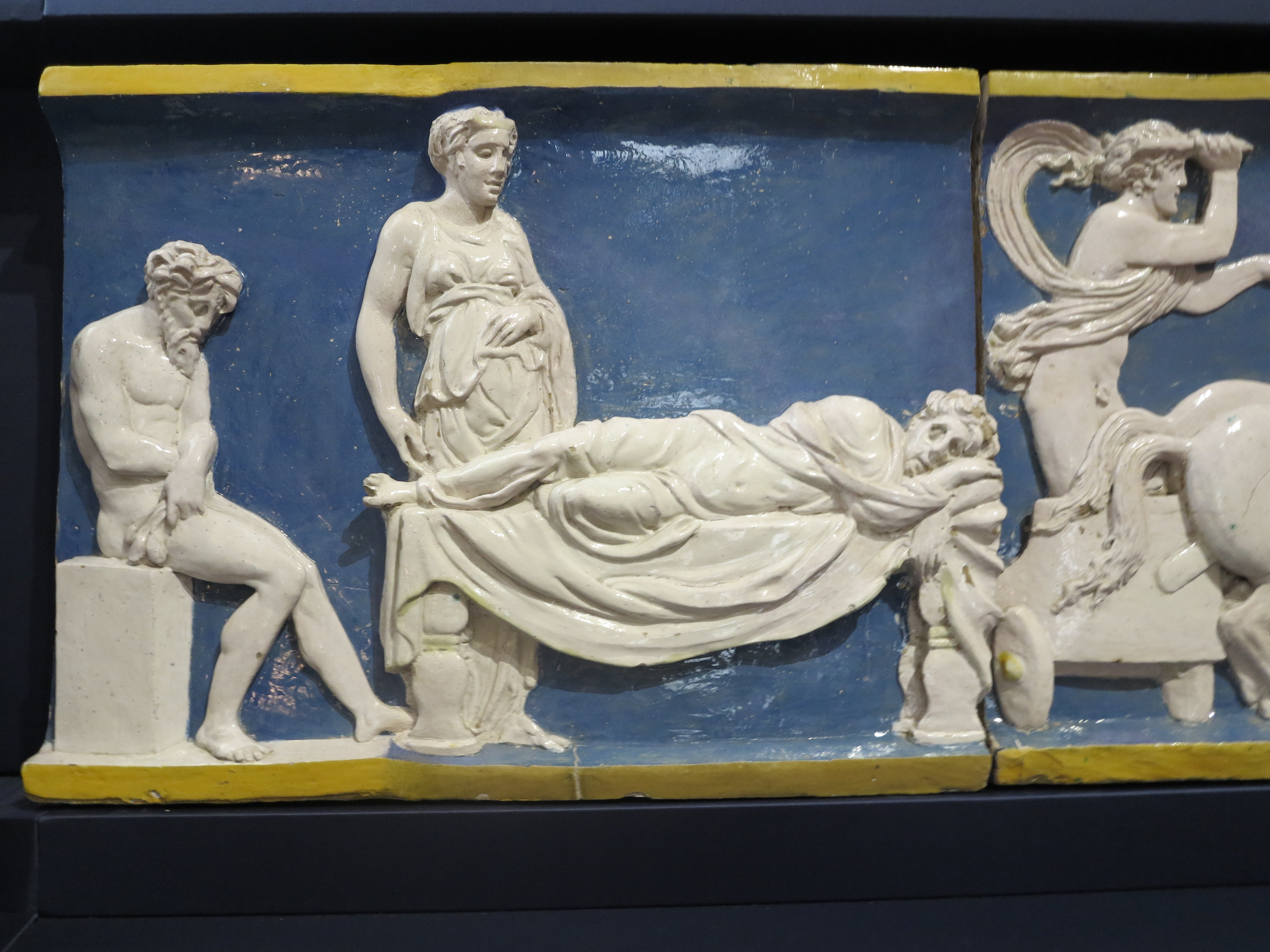
Alegoria de la Noche o de la Muerte
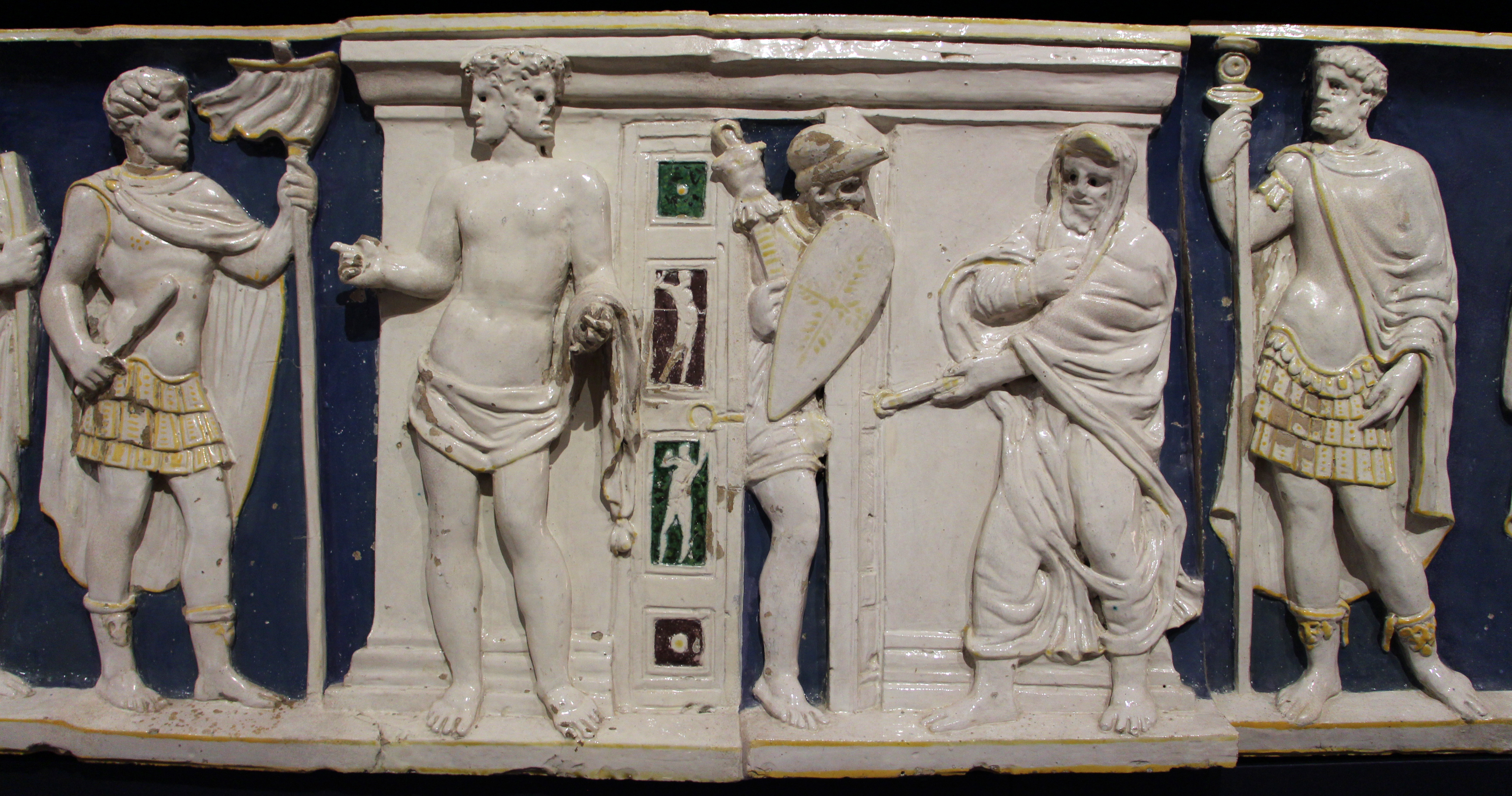
Juno y Marte
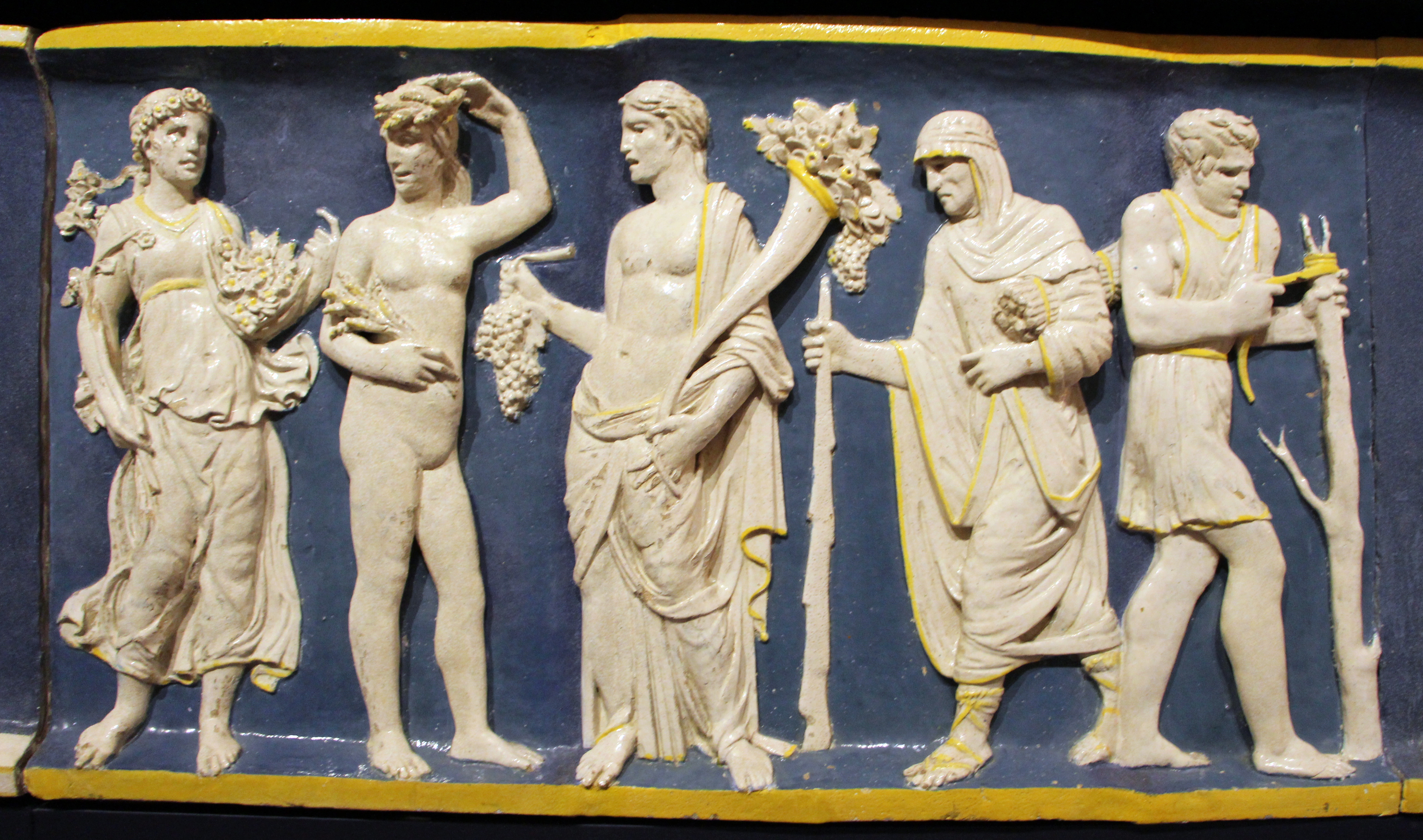
Meses y estaciones

### Interior

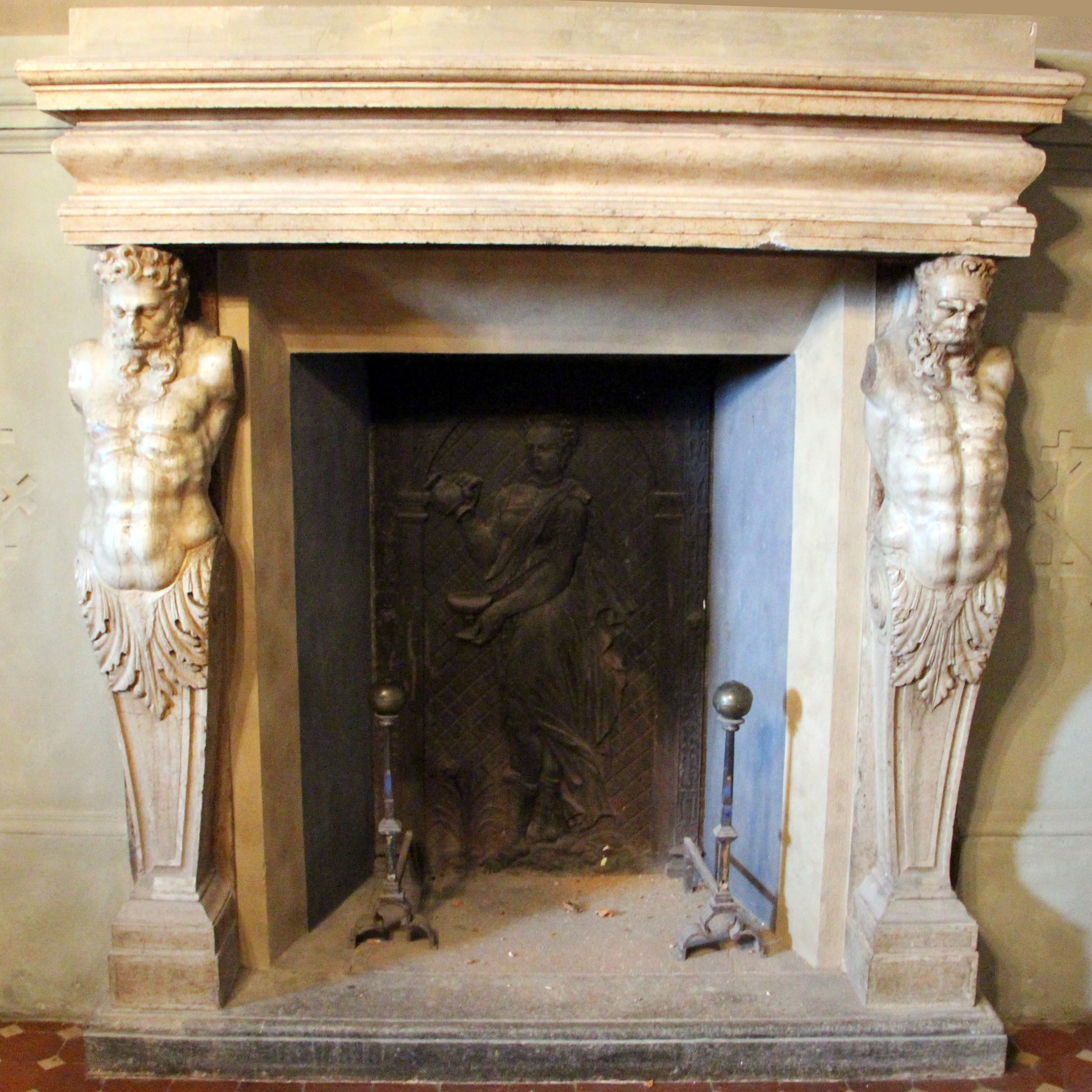
La chimenea del Buontalenti

El interior de la villa ha sufrido varias transformaciones a lo largo de los años que han cambiado el aspecto original. 

Interiores
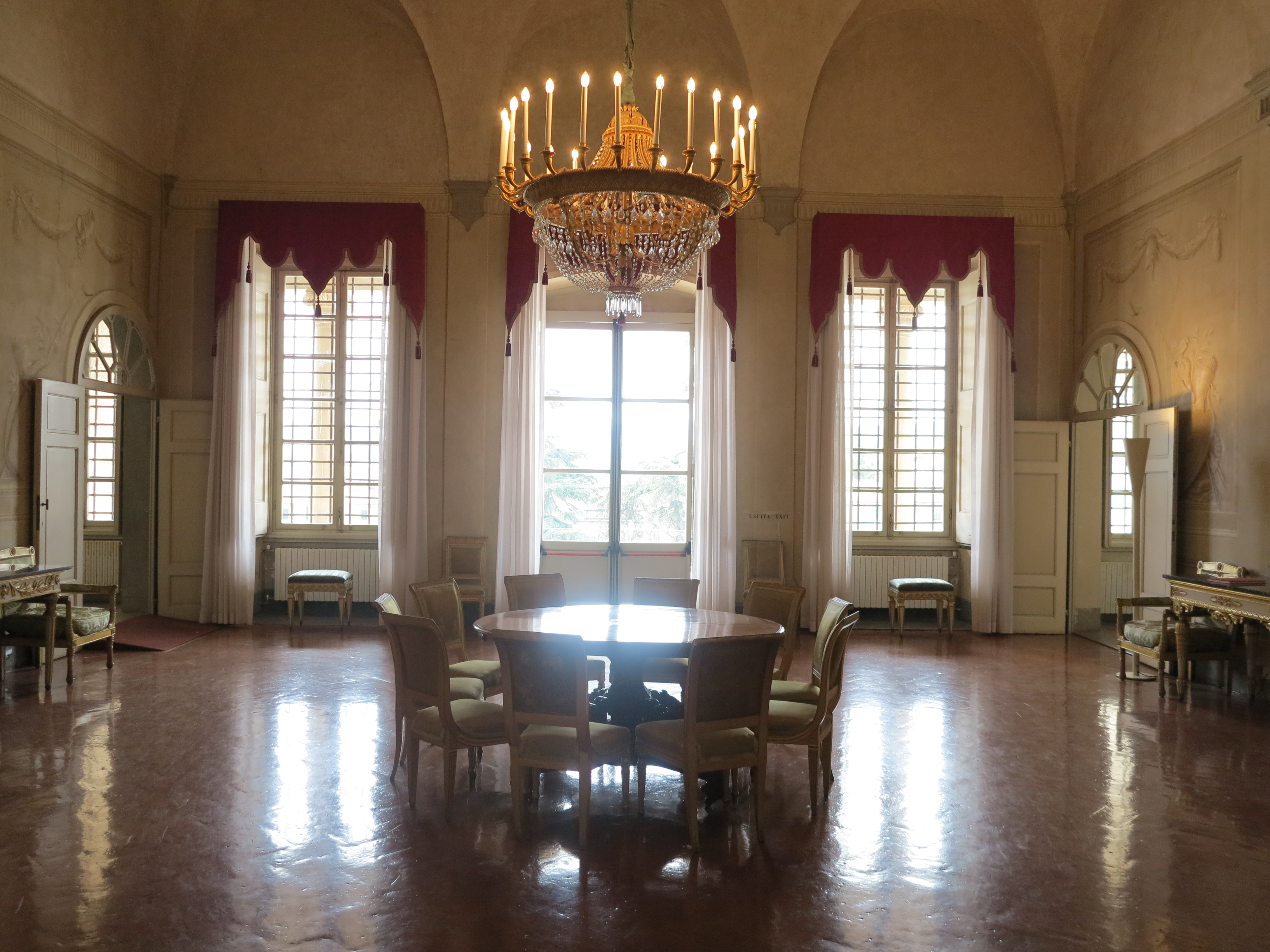
Sala de entrada de la primera planta
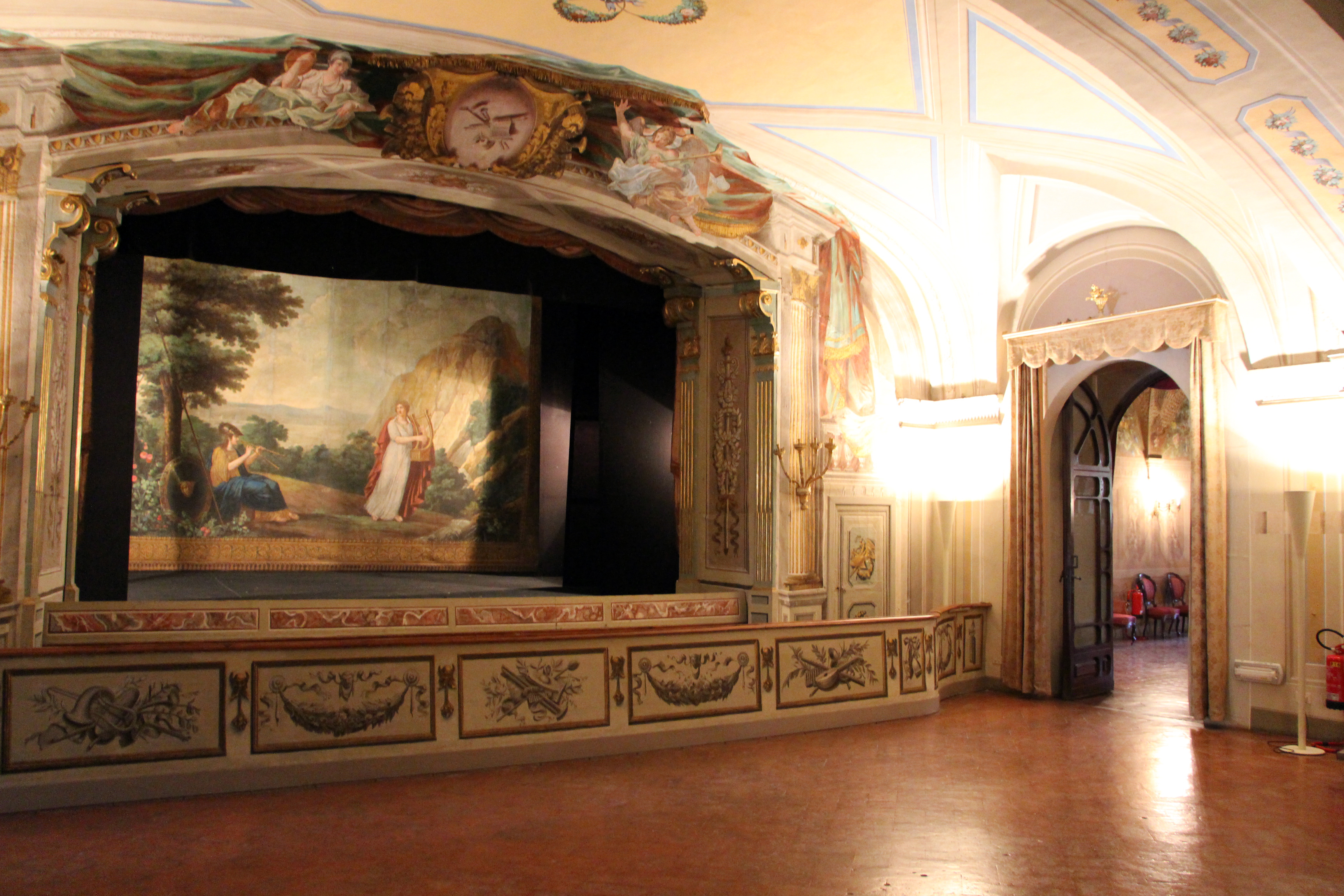
Teatro del XVIII
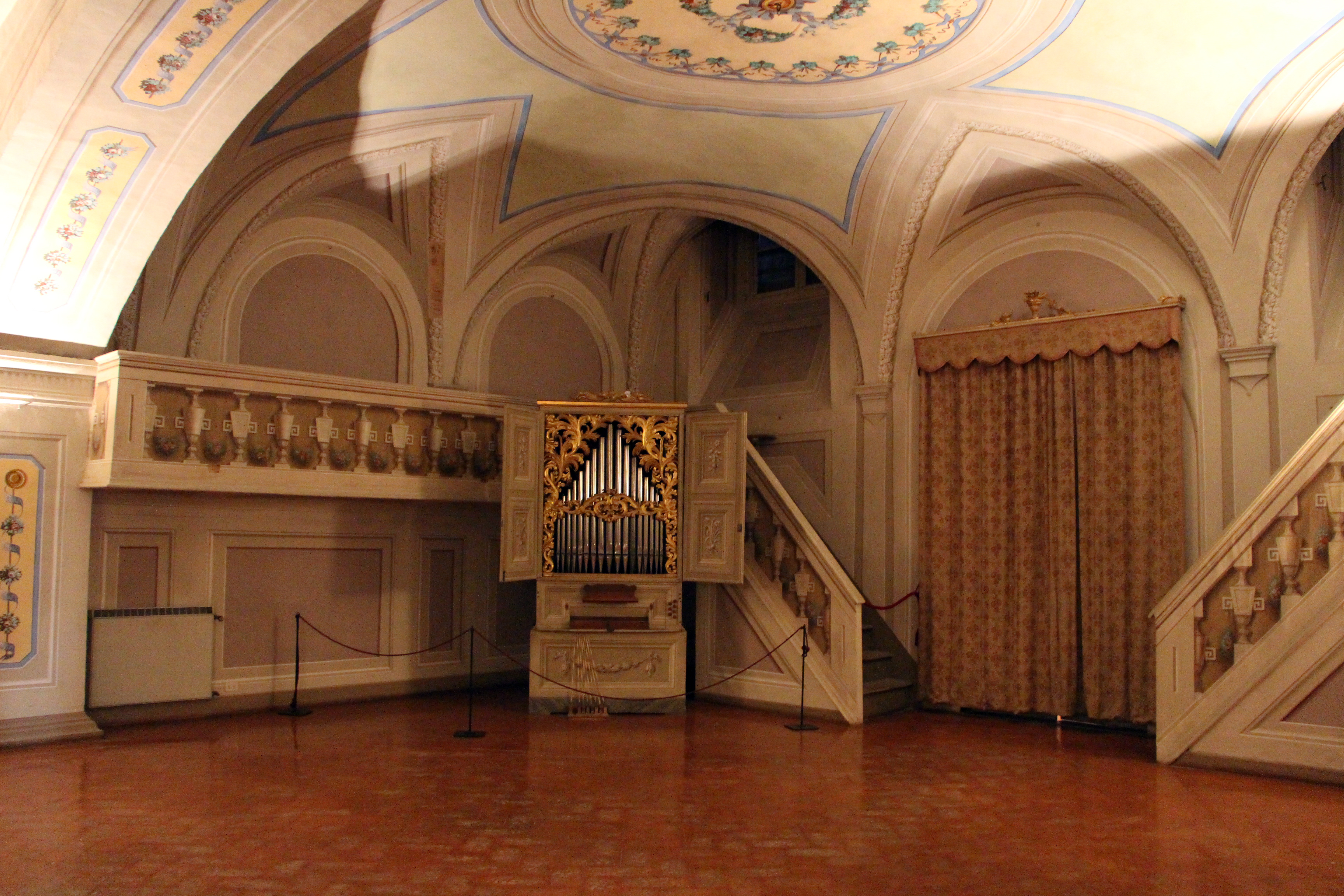
Teatro del XVIII
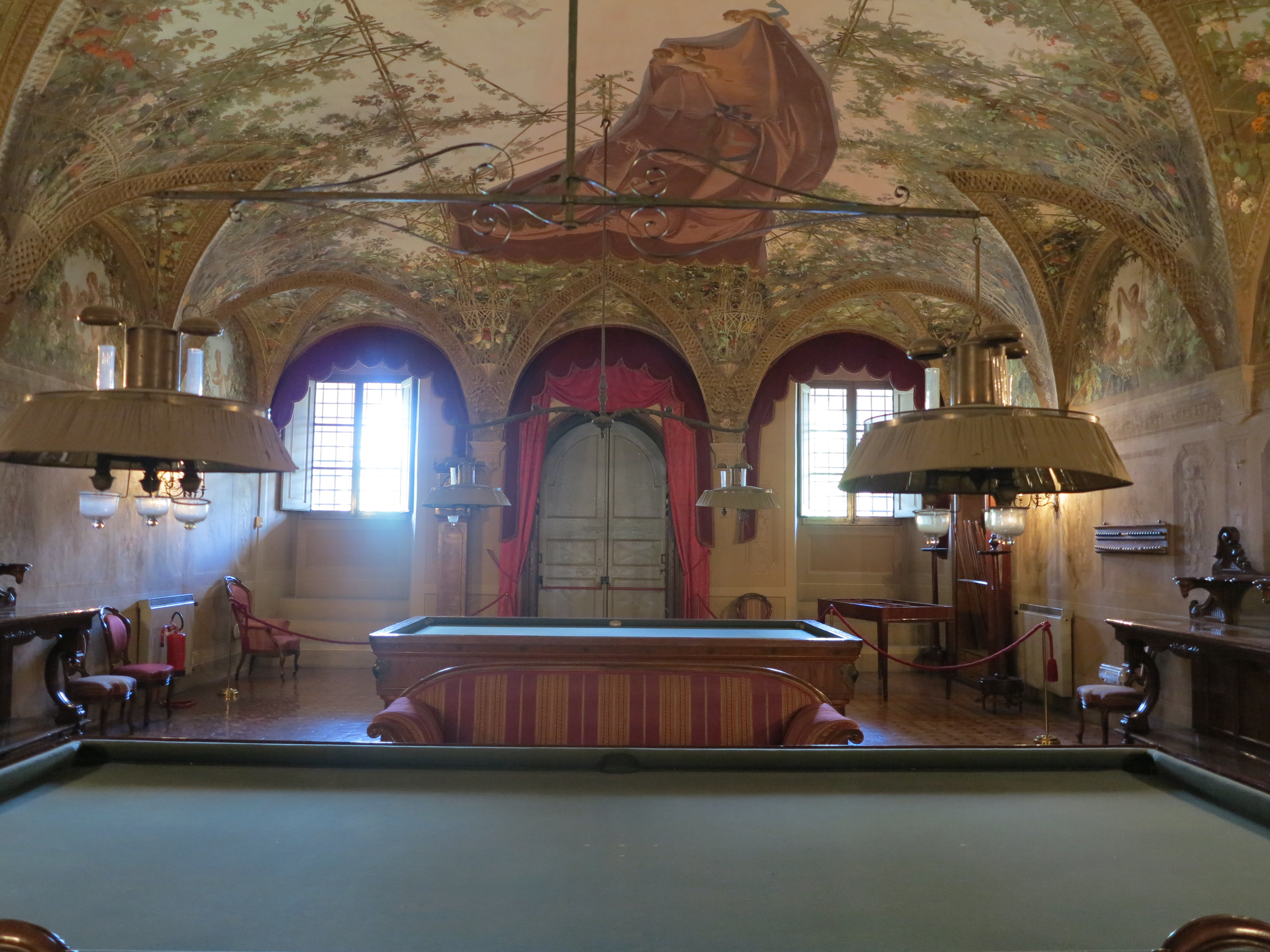
Sala de billares

#### Planta baja
Desde detrás de la escalera, bajo el pórtico que rodea la villa, donde se han colocado cuatro sarcófagos romanos, se accede a los apartamentos de la planta baja. Esta planta, en el siglo XVI todavía se consideraba secundaria respecto al piano nobile, por lo que la valoración de estos ambientes data en su mayoría de los siglos siguientes, salvo los apartamentos de Bianca Cappello.
La sala de entrada está enfoscada en un color amarillo claro y contiene algunas inscripciones sobre Vittorio Emanuele II y sobre el plebiscito que unió la Toscana al entonces naciente Reino de Italia.
Se entra sucesivamente en el "Teatro de la Comedia", creado por vez primera en 1675 por Margarita Luisa de Orleans, la esposa poco apreciada de Cosme III. De hecho, fue relegada a Poggio a Caiano, y para aliviar su vida de reclusa pensó en construir un teatro, del cual se tiene la primera mención en 1697. El uso del teatro se hizo más común con el príncipe Fernando. A continuación se presenta la sala dei Biliardi (billares) en un estilo saboyano, con frescos en el techo como una pérgola de la cual se asoman putti y cupidos, mientras que en una pintura de tela se muestran las enseñas reales de los Saboya.

Loggia de la planta baja
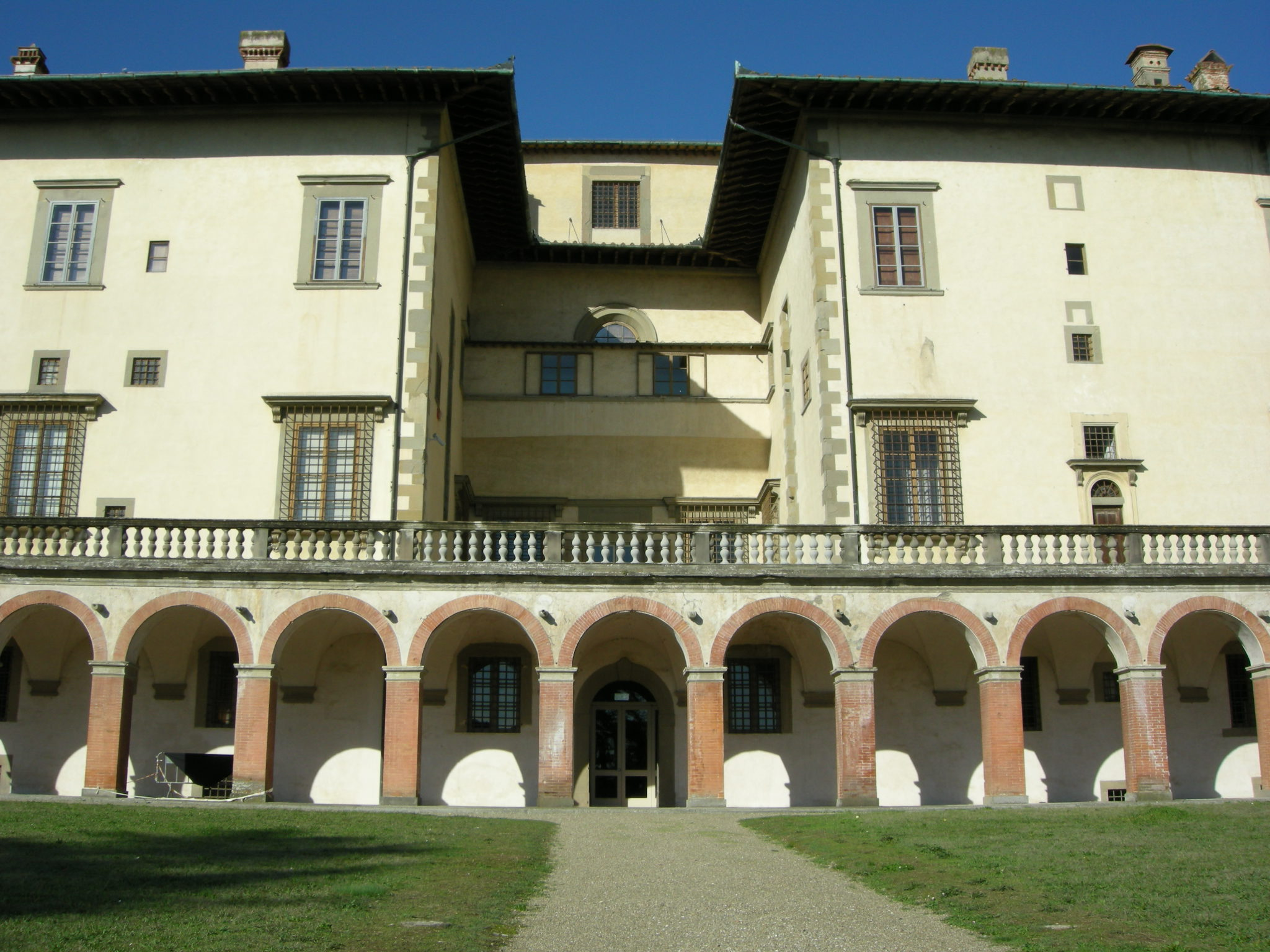
Alzado lateral de la loggia
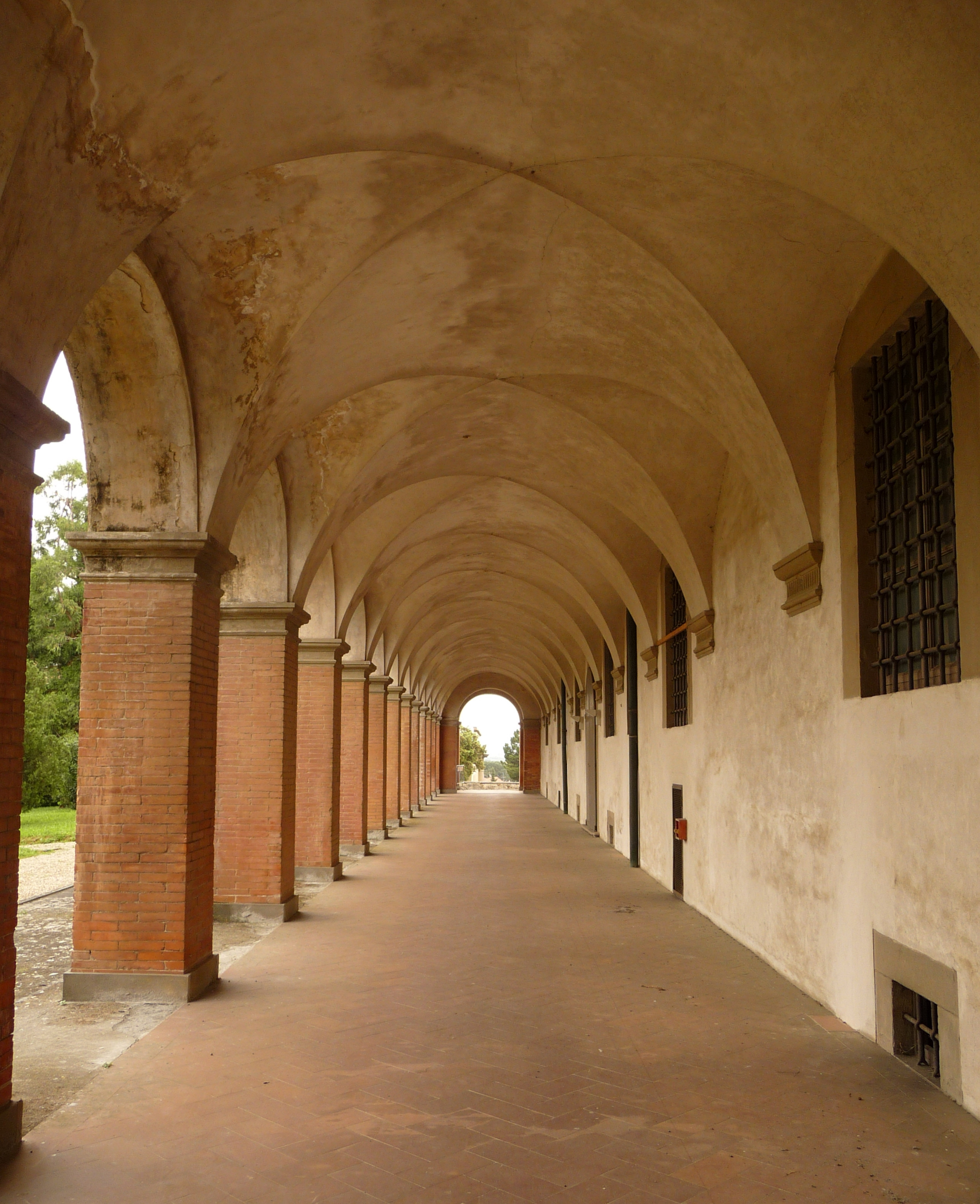
Vista del interior
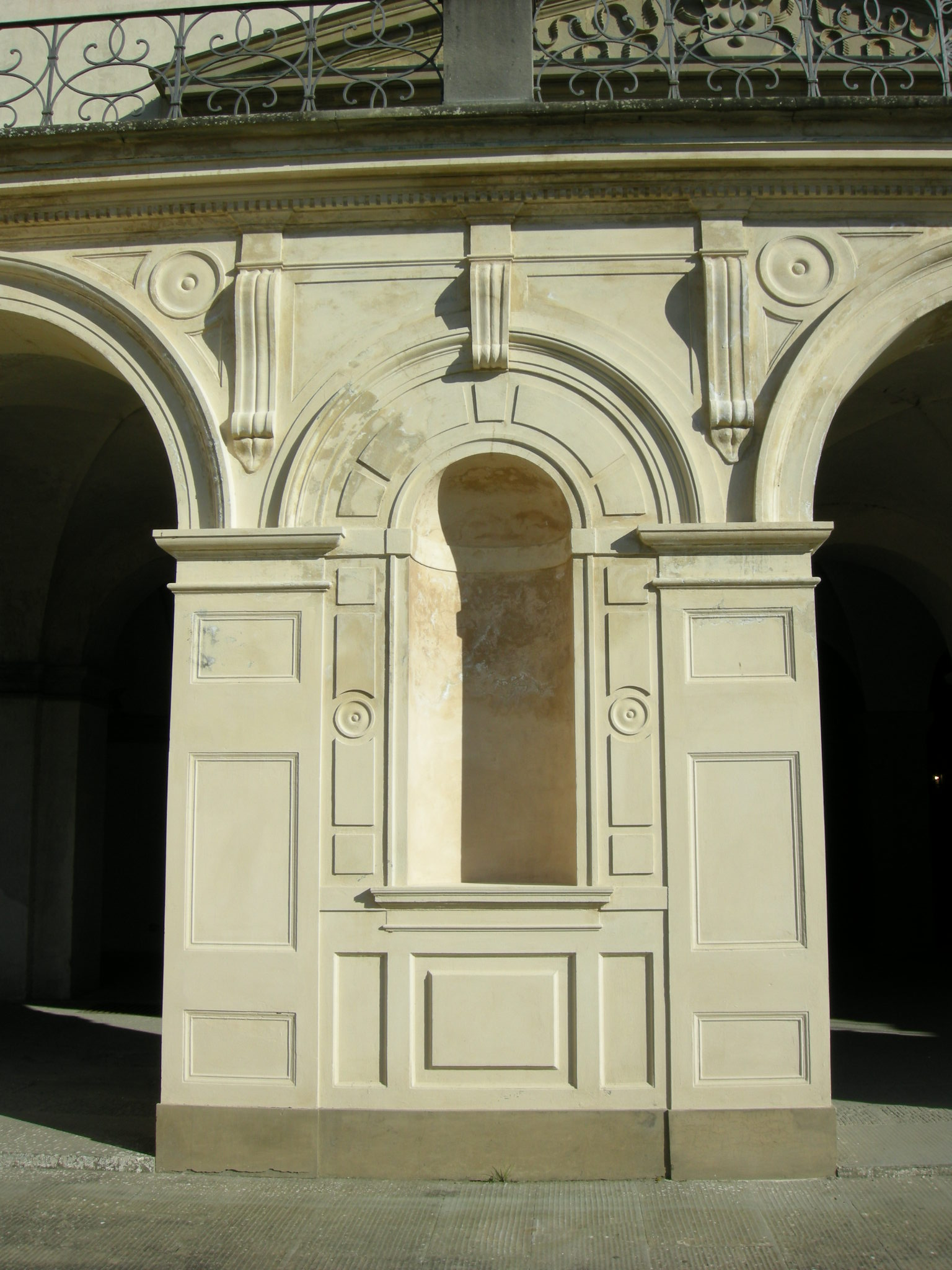
Detalle entre los dos brazos de las escaleras
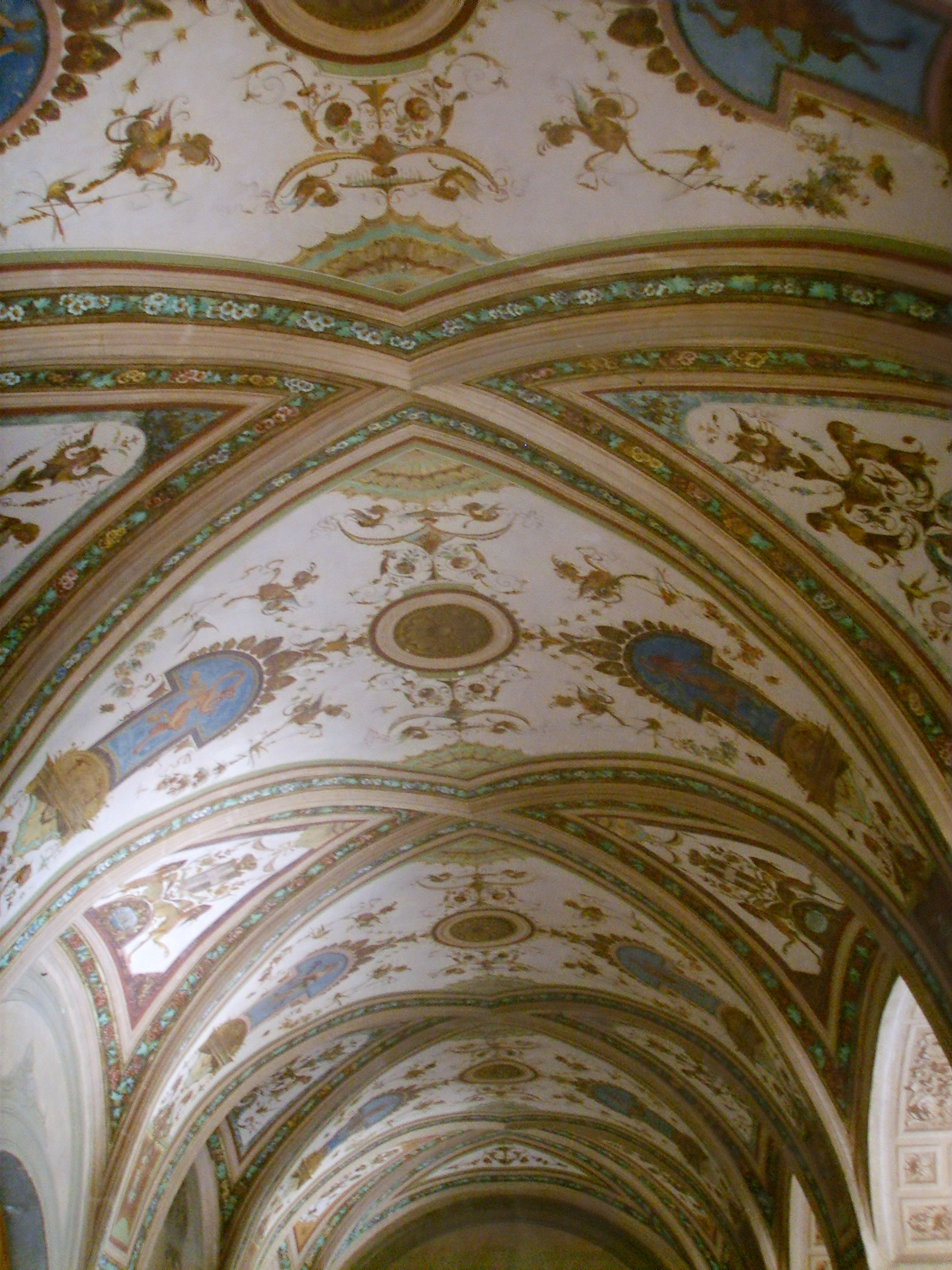
Detalle de las bóvedas

#### Apartamentos de Bianca Cappello

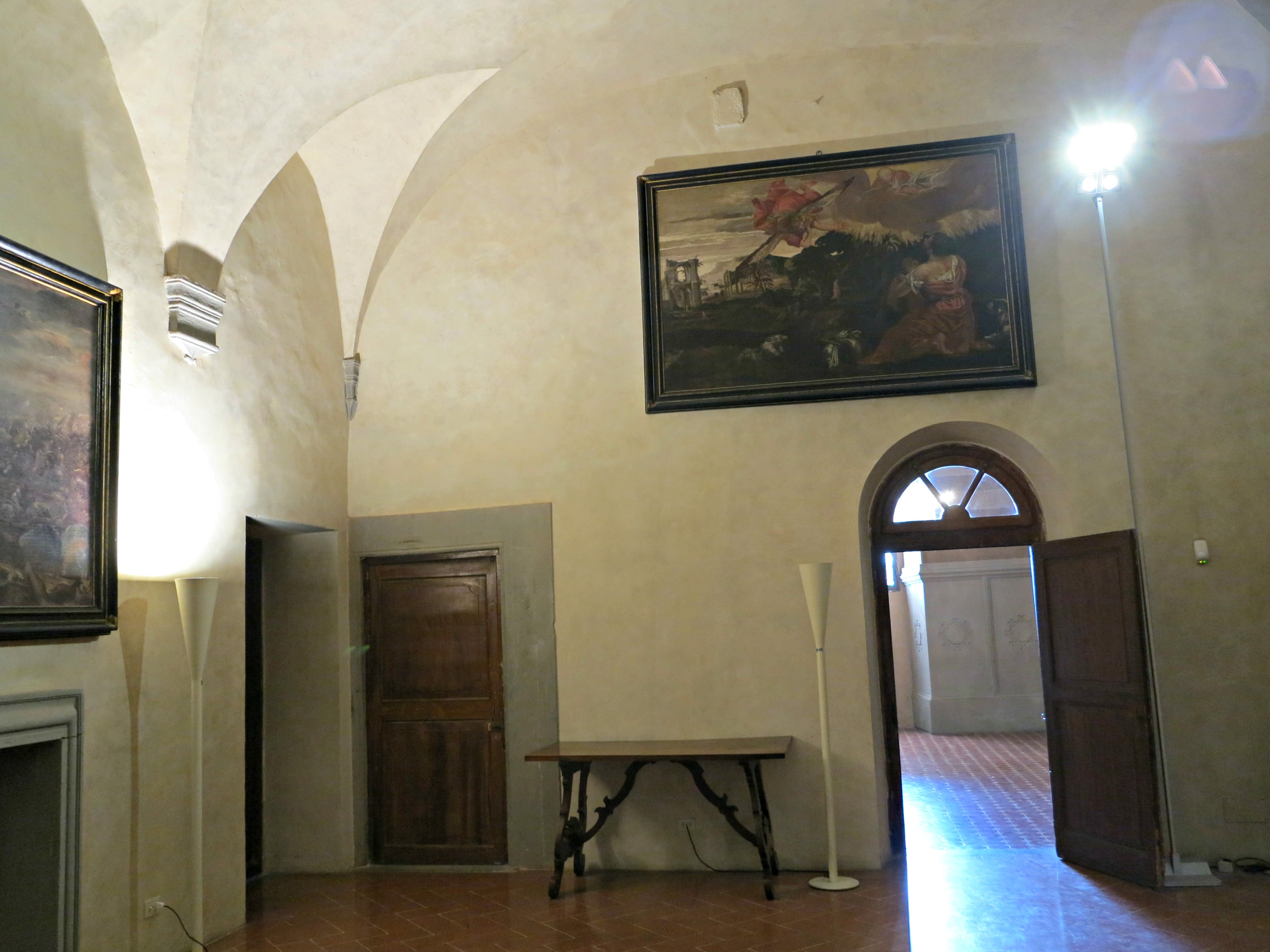
Antecámara de los apartamentos de Bianca Cappello

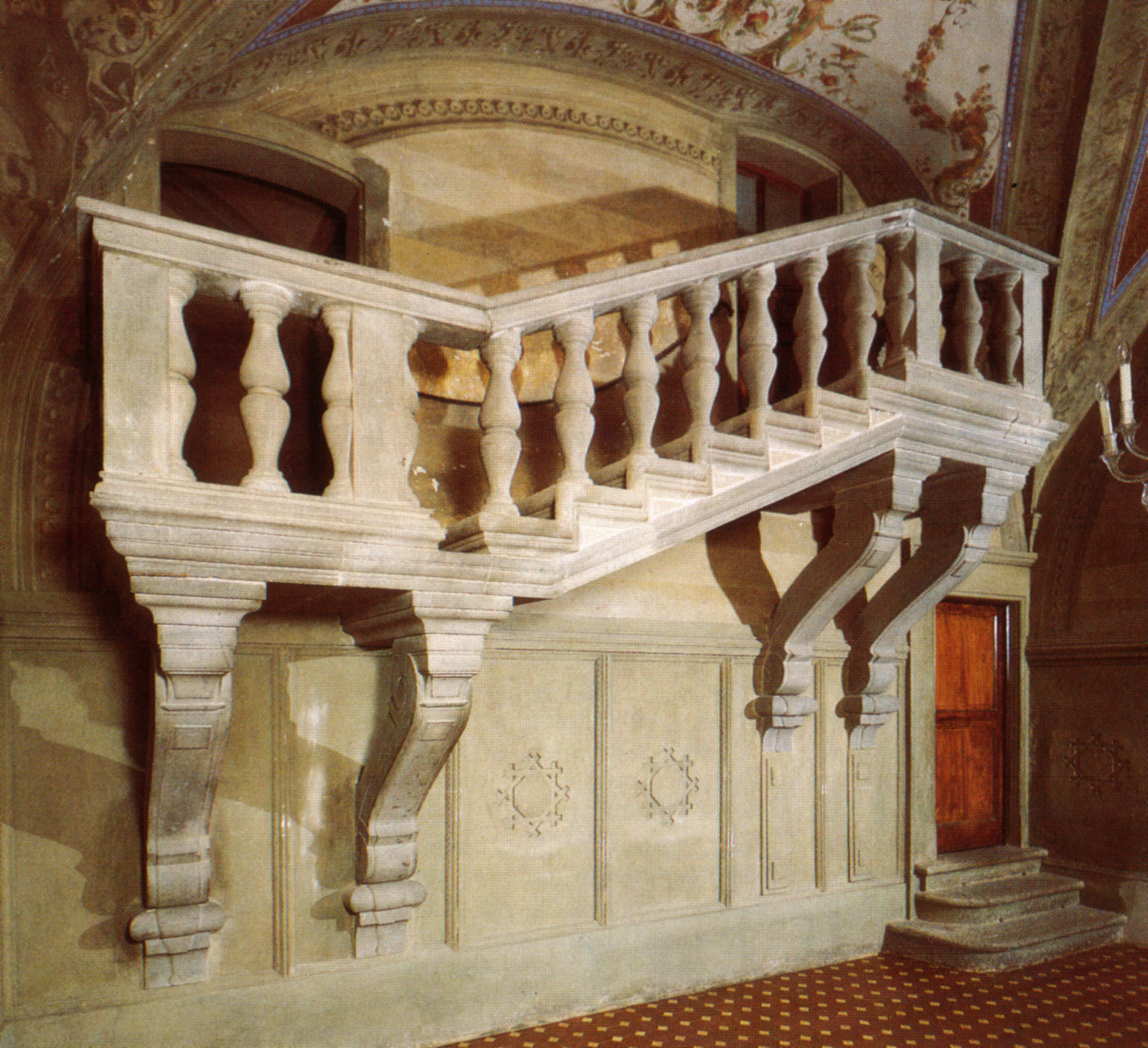
La escalera de Bianca Cappello

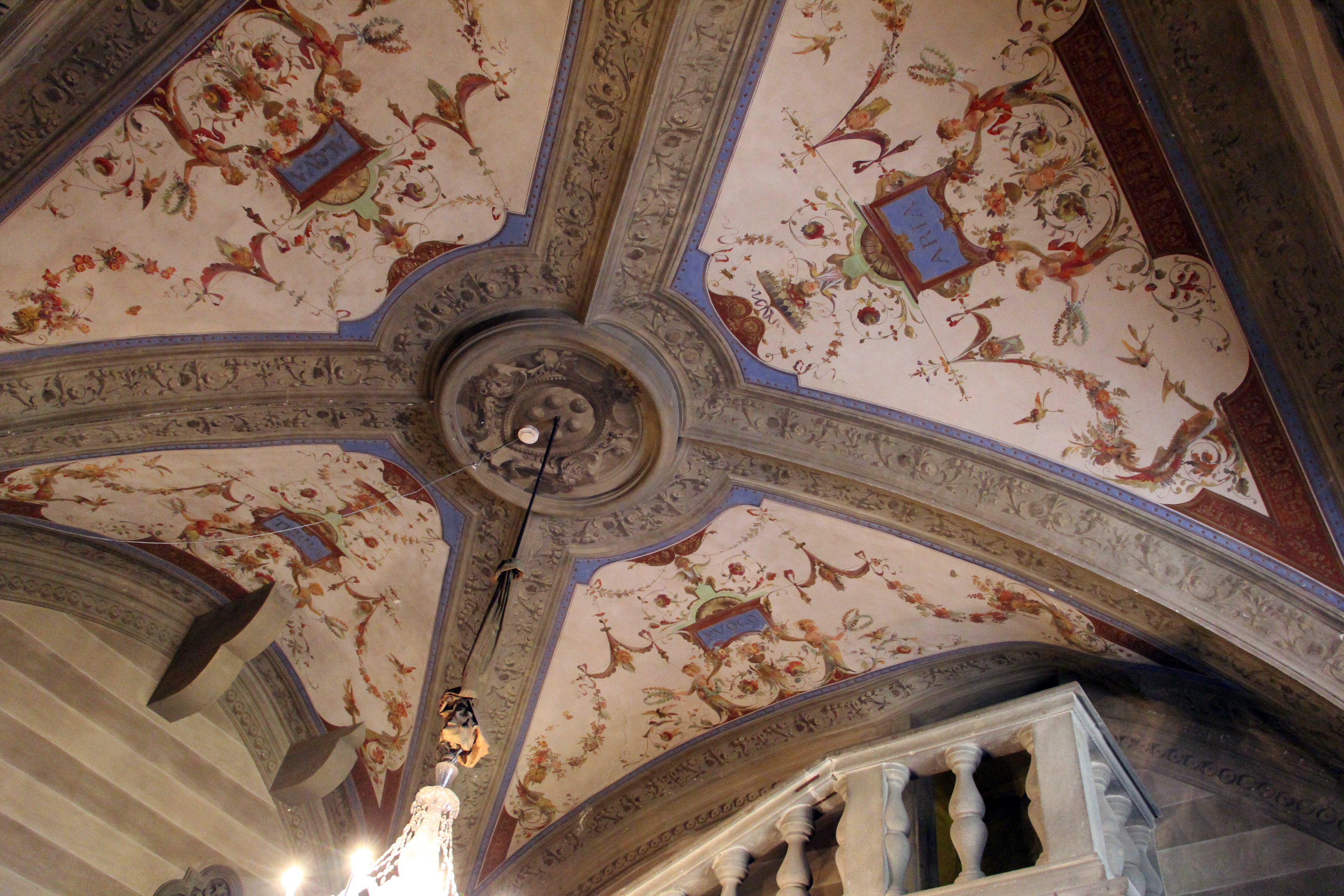
Bóveda de la antecámara

A la derecha se accede, a continuación, a los apartamentos de Bianca Cappello, donde se puede percibir con mayor claridad que en cualquier otro lugar, el aspecto renacentista de la villa. Bianca Cappello era una mujer de la nobleza veneciana, muy culta y refinada, que tuvo un romance con el Gran Duque Francesco I. Esta relación secreta que implicaba al soberano de la ciudad, ya casado con Juana de Austria y con una mujer a su vez también casada, fue uno de los mayores escándalos del Renacimiento y una de las páginas más novelescas de la saga de los Médici: a pesar de que los dos amantes hicieron todo lo posible para permanecer a cubierto, su historia fue objeto de habladurías y maledicencias desde el principio.
En Poggio a Caiano su historia vivió algunos de los momentos más importantes, ya que aquí fue relegada la mujer, odiada por la familia y la corte medicea toda alineada con la esposa legítima, estratégicamente alejada de Florencia. En un principio fue confinada en una villa secundaria en las colinas de Poggio a Caiano, llamada Il Cerretino, y en esa ocasión nacieron algunas fantasías populares, como la existencia de un corredor subterráneo entre las dos villas que permitiría a los dos amantes reunirse en secreto. Con la muerte del esposo de Bianca y de Juana de Austria, los dos amantes, finalmente, pudieron casarse y pasaron en Poggio a Caiano algunos de los mejores momentos de su vida conyugal. Los apartamentos de Bianca Cappello en la planta baja todavía dan testimonio de este vínculo con la villa. En la villa los dos también encontraron fatalmente la muerte en octubre de 1587, con un día de diferencia: un estudio de 2004-2006 habla de intoxicación por arsénico en los tejidos de los dos, aunque no se ha podido averiguar si sería un tratamiento post mortem de algunos órganos simbólicamente sepultados juntos en la iglesia de Bonistallo. La crónica oficial todavía habla de malaria.
En la primera sala de estos apartamentos, una sencilla antecámara, hay tres pinturas de tema bíblico atribuidas a Paolo Veronese: Mosè e il roveto ardente, il Passaggio del Mar Rosso y la Resurrezione di Lazzaro; que fue colocada después de la restauración también de la Pietà de Giorgio Vasari, procedente de la capilla de la villa que hoy pertenece al local Misericordia.
Sigue la estancia de la Chimenea de los apartamento de Bianca Cappello. La estancia, aunque eclécticamente restaurada en el siglo XIX, todavía conserva la hermosa chimenea de mármol blanco, con la plataforma soportada por dos atlantes esculpidos con gran fuerza plástica. La autoría de la obra aún no se ha aclarado, pero el ámbito de realización es cercano al de Bernardo Buontalenti, como evidencia el poderío de los torsos y las cabezas fantásticamente irritadas. Tal vez se pueda atribuir a la permanencia de Alfonso Parigi el Viejo en la villa en 1575, que se dedicaba en el mismo periodo con el Buontalenti a la villa medicea de Cerreto Guidi.
Una puerta al mismo nivel conduce al dormitorio de la duquesa Bianca, recubierto con papel maché prensado que imita el Coram (paneles de cuero decorados) y los muebles de estilo neorrenacentista, fruto de una reconstrucción completa en el estilo de aproximadamente 1865 (la habitación no es visitable)
La escalera en pietra serena, contemporánea de la chimenea, conecta dos aberturas superiores en la misma estancia que unen estos ambientes con el nivel superior, donde hoy se encuentra la estancia del rey Vittorio Emanuele II y donde una vez estuvo probablemente la de Francisco I.

#### Planta noble

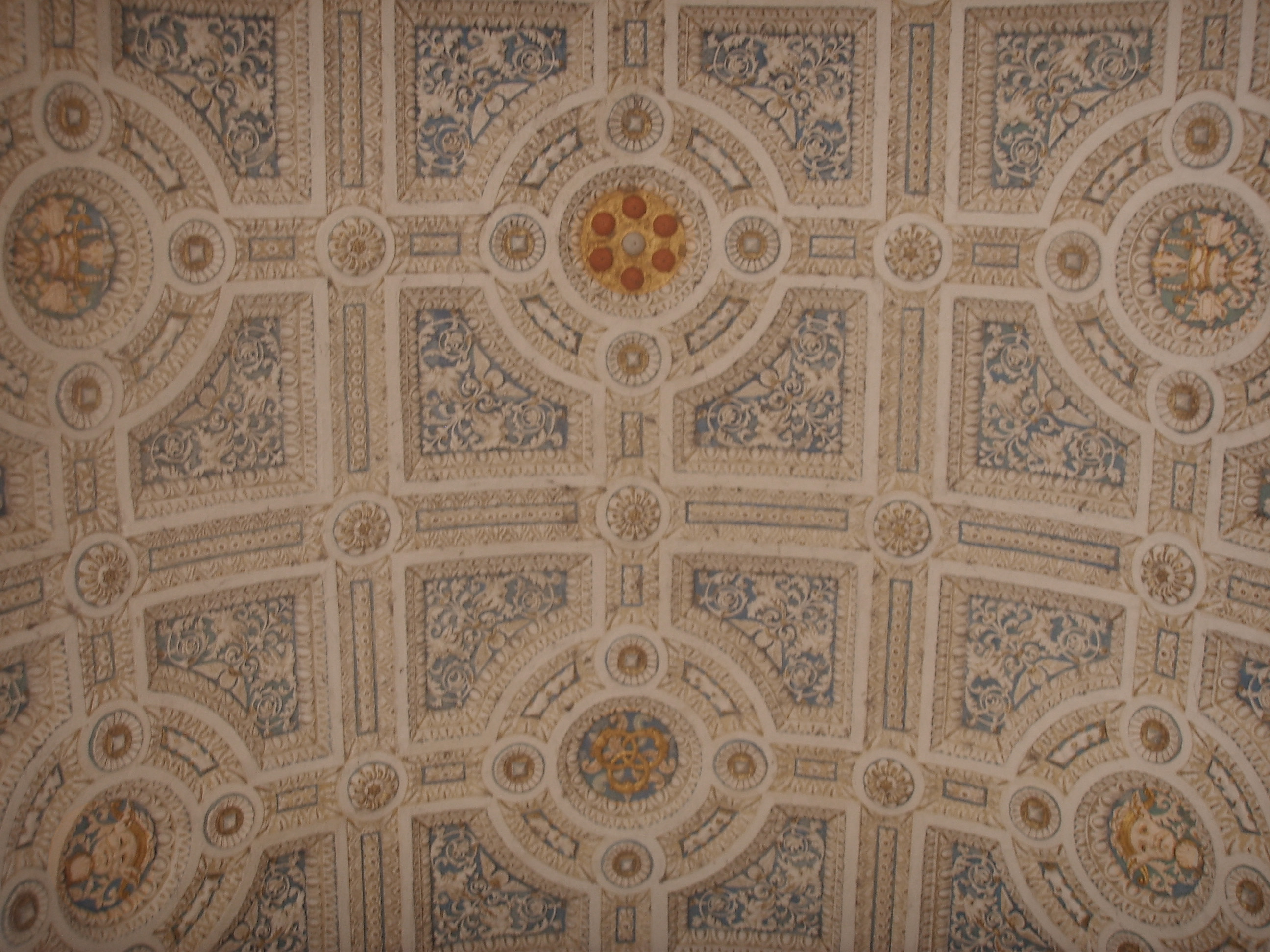
Detalle del sofitto de la bóveda de la planta primera

En el primer piso está la sala más interesante de la villa: el salón León X, dispuesto en el centro del edificio y terminado alrededor de 1513. Según Vasari la decoración de la bóveda pertenece solo en parte a Sangallo, y el resto sería de Franciabigio y de Cosimo Feltrini. La decoración al fresco es uno de los ciclos pictóricos más importantes del periodo del manierismo.
En el primer piso es vistable la sala de entrada (con pinturas monocromáticas de principios del siglo XIX, obra de Luigi Catani, que reproducen temas de celebración que se relacionan con la fundación de la villa: las escenas representadas son Lorenzo il Magnifico che riceve il modello della villa da Giuliano da Sangallo y Agnolo Poliziano che incorona con l'alloro il busto di Omero.
En el techo de la llamada Sala da pranzo (comedor) hay un gran fresco de Anton Domenico Gabbiani, que representa el trabajo de pacificación de Cosme el Viejo, padre de la patria. La pintura es de 1698 y fue comisionada por el príncipe Fernando I de Médici. Esta habitación también era conocida como Salone degli stucchi (Salón de los estucos), pero los estucos en cuestión, con los retratos de los Médici en medallones y otros adornos, fueron retirados en 1812 por considerarse que eran demasiado redundantes. Solo en algunos periodos del año está decorada la mesa con la carpita da tavola con diseños moriscos ideados por Agnolo Bronzino entre 1533 y 1548, bellamente tejido con seda y hebras de oro y plata.
Completan el primer piso los apartamentos de Vittorio Emanuele II —con cuatro estancias: guardarropa, estudio, sala de recepción y dormitorio—, y los de la condesa de Mirafiori (la bella Rosina), que constan de tres salas con muebles antiguos. La estancia de la bella Rosina, en particular, está decorada con una cama con dosel y con las paredes completamente revestidas de seda rosa con motivos florales (1865), un drapeado radial para dejar ver en el centro un fresco neoclásico prexistente. El baño a la francesa, obra del arquitecto de la corte Giuseppe Cacialli, fue encargado por Elisa Bonaparte Baciocchi e implicó la demolición de algunas estancias más antiguas. Hoy en día está bien conservado, con la bañera de mármol con tallas y una escultura de Venere e Amore (Venus y Cupido) en un nicho, así como el mueble del inodoro original. Los dos frescos de tema mitológico representan a Achille immerso nel fiume Lete y Teti assiste alla partenza di Achille.
En 1807 Poccianti proyectó, además de las escaleras exteriores, una escalera interior que conecta la planta baja con las otras plantas y fue también encargado de algunas obras de restauración en el piso superior de la villa. En el mismo período destacan también las pinturas al fresco en algunos salones, puramente de estilo neoclásico, con temas de la mitología antigua.

Loggia del plano nobile
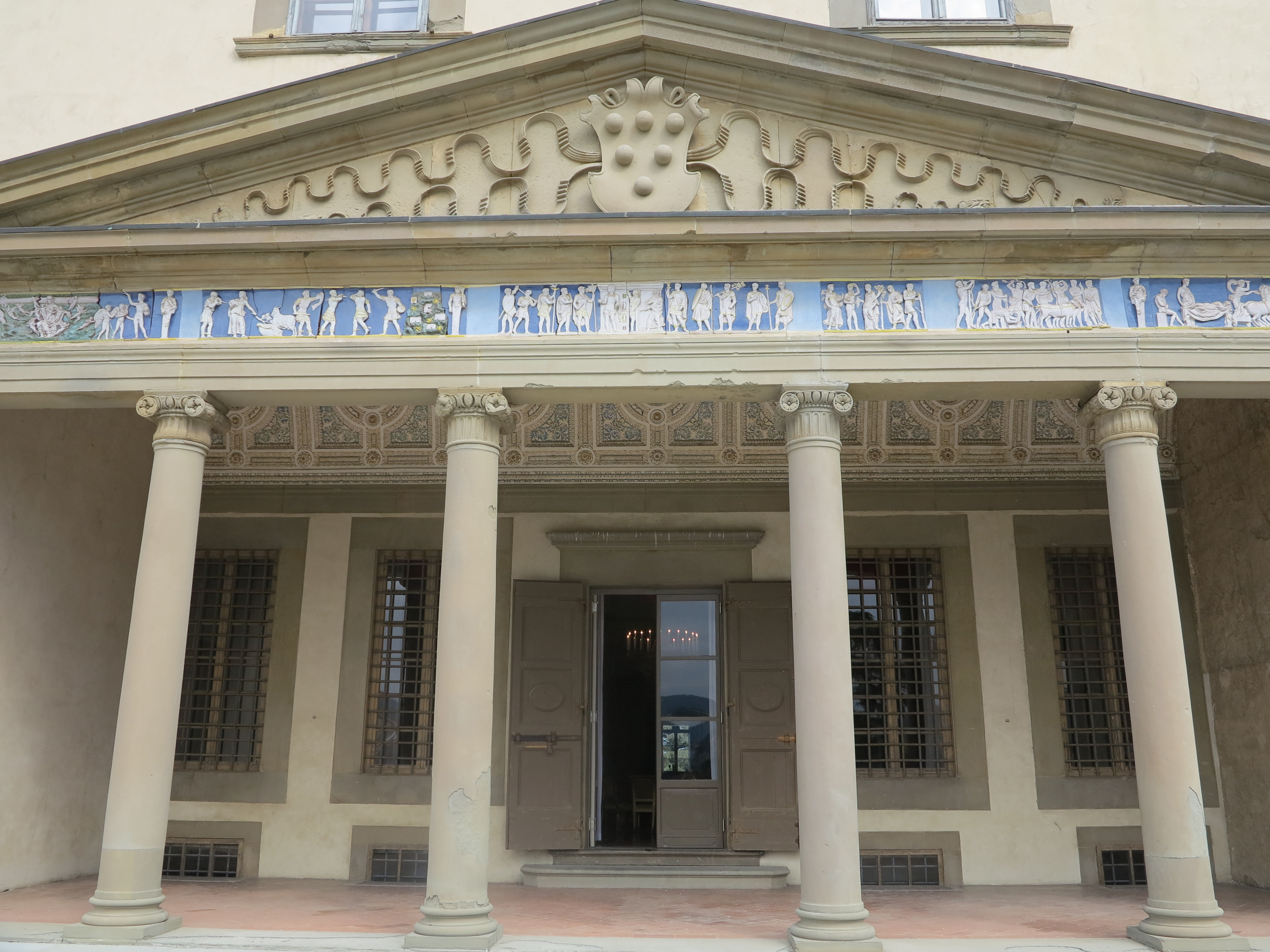
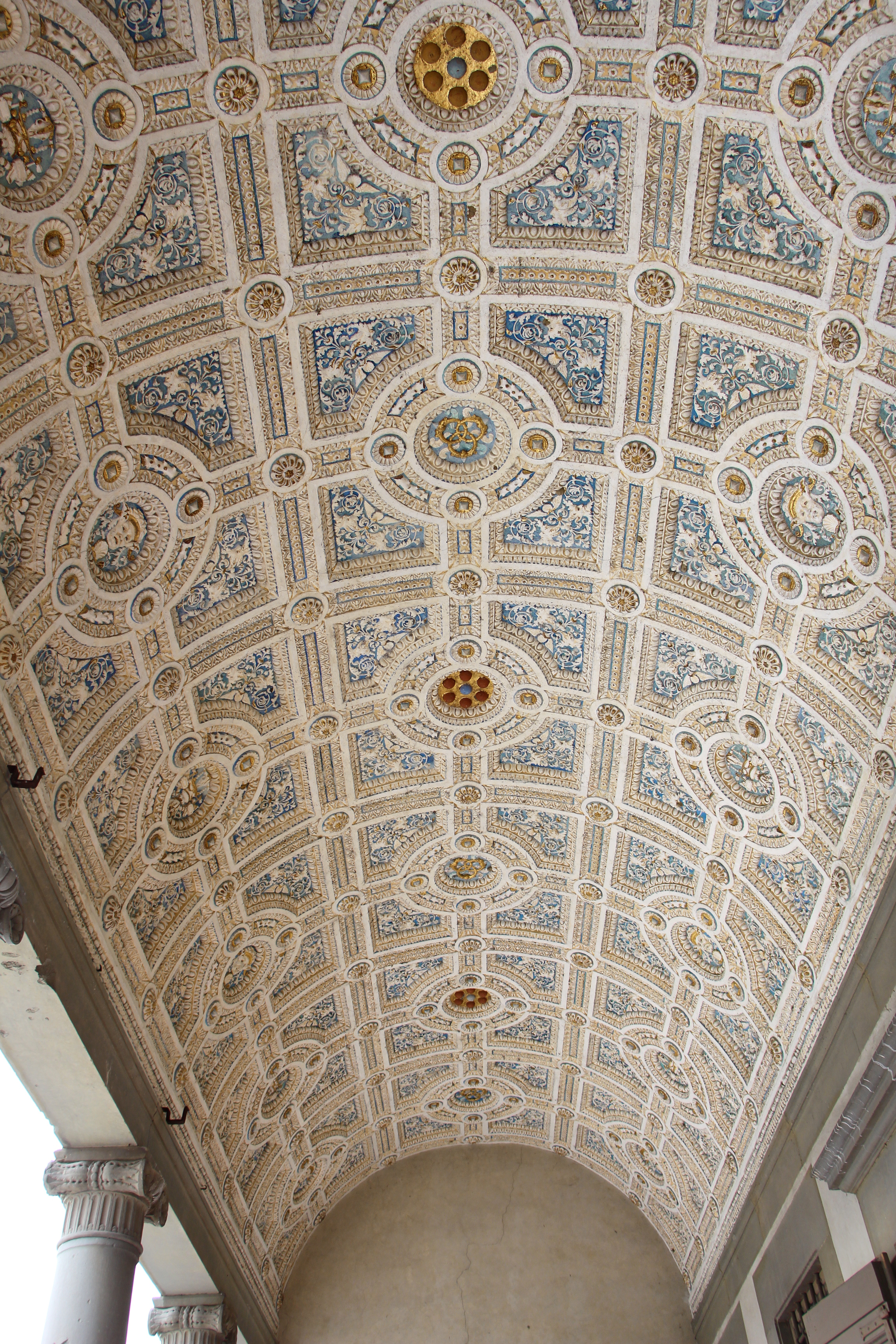
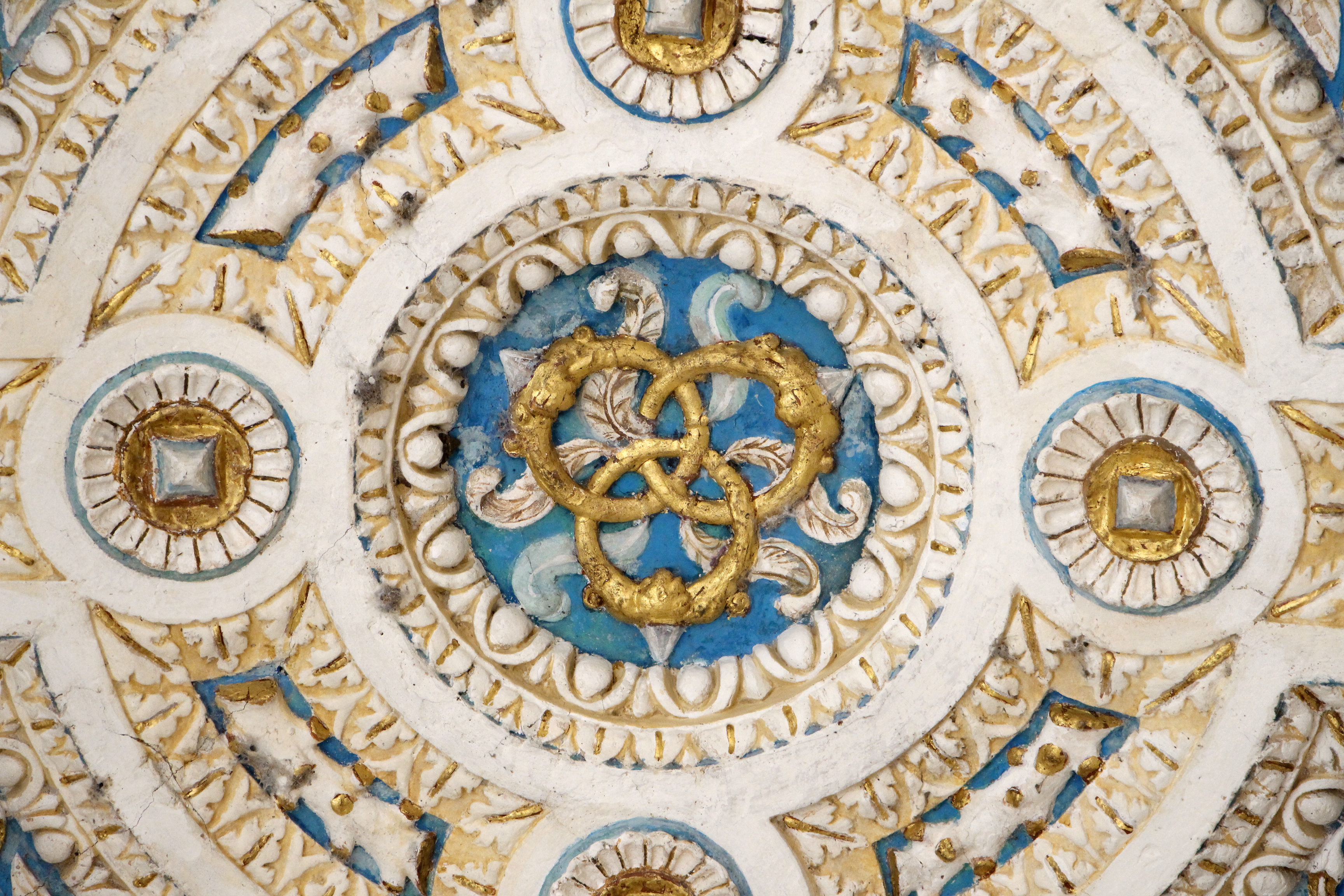
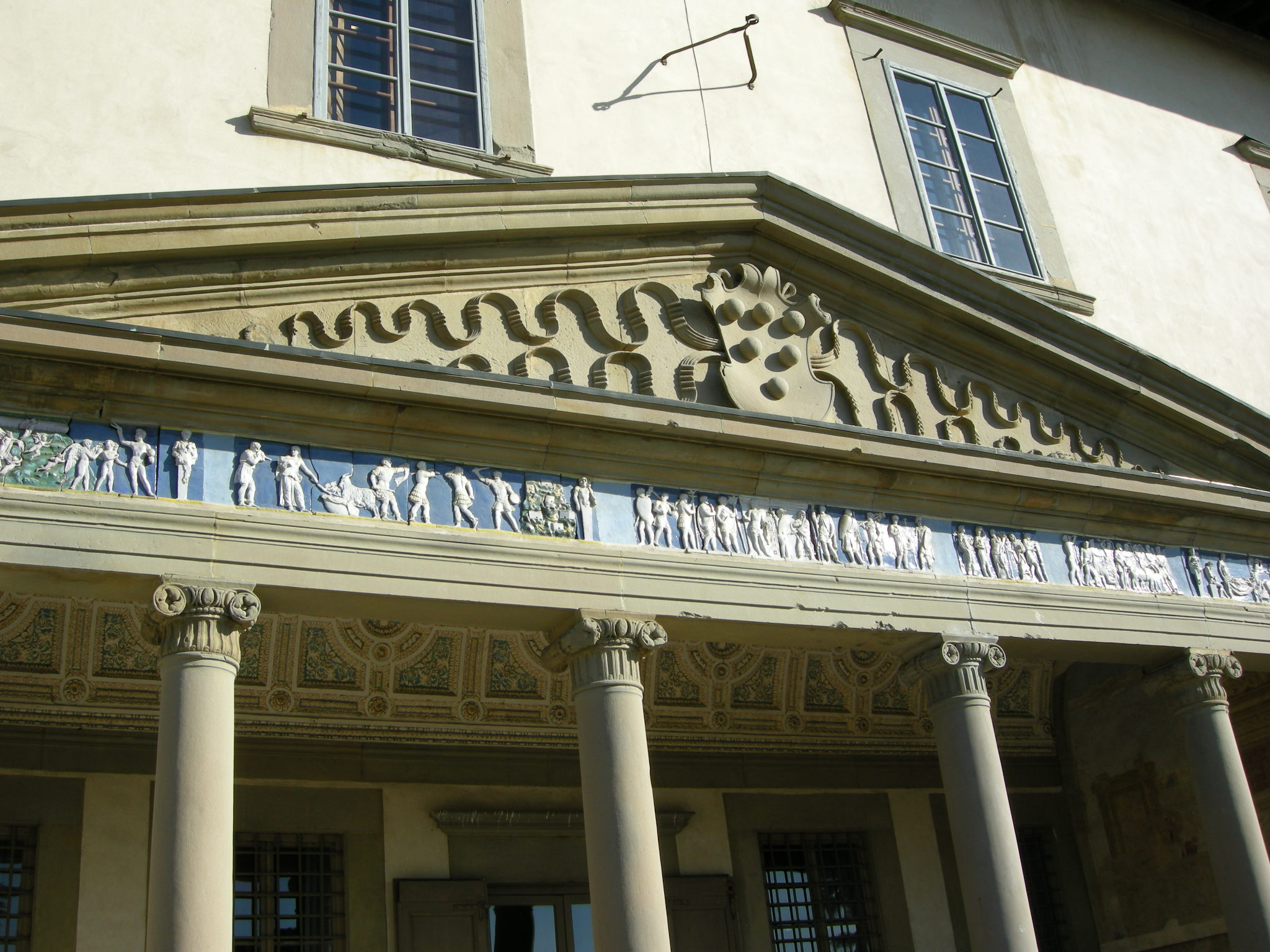

#### Los frescos renascentistas

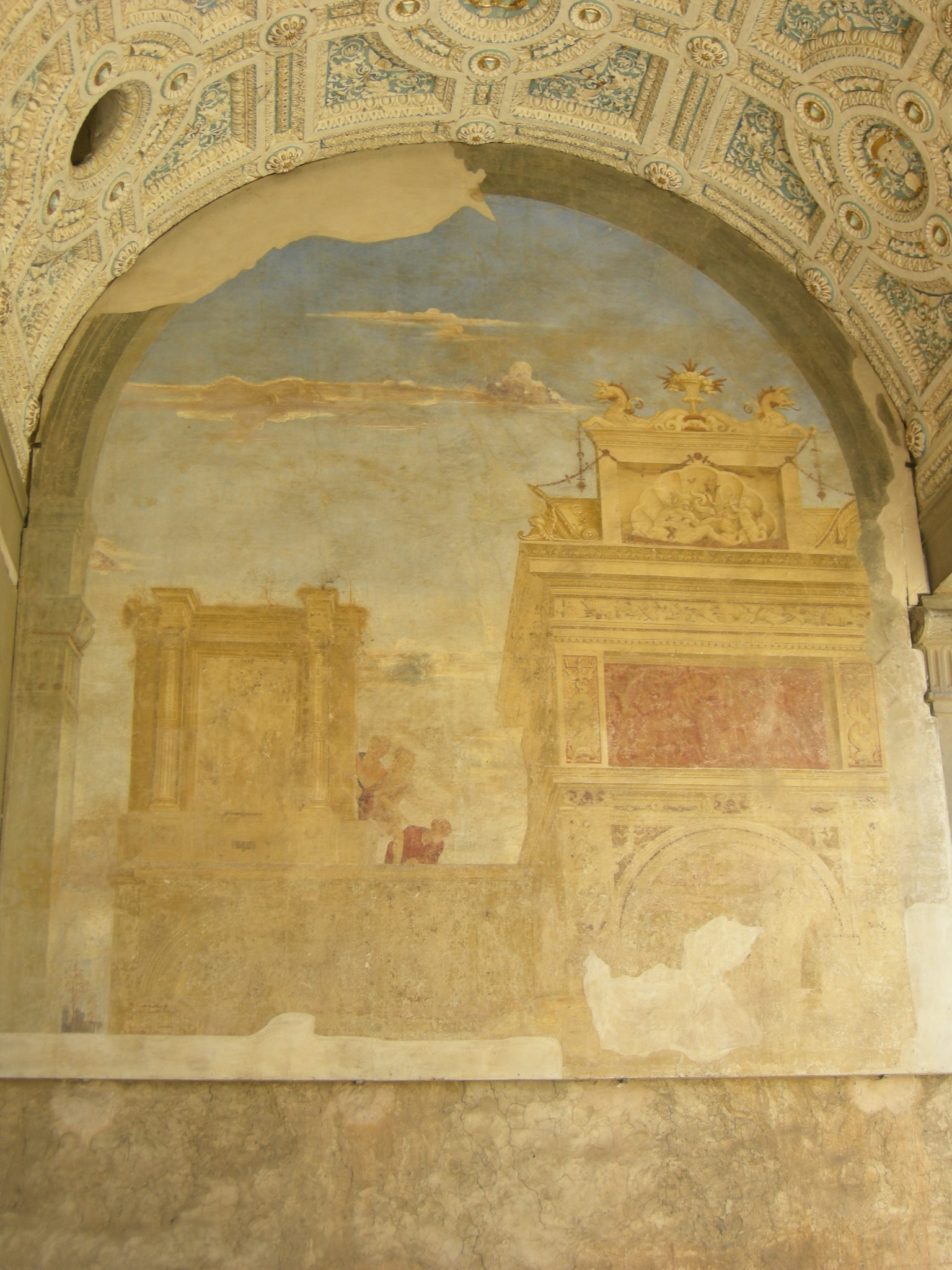
La logieta de la primera planta, bóveda y fresco del Sacrificio de Filippino Lippi

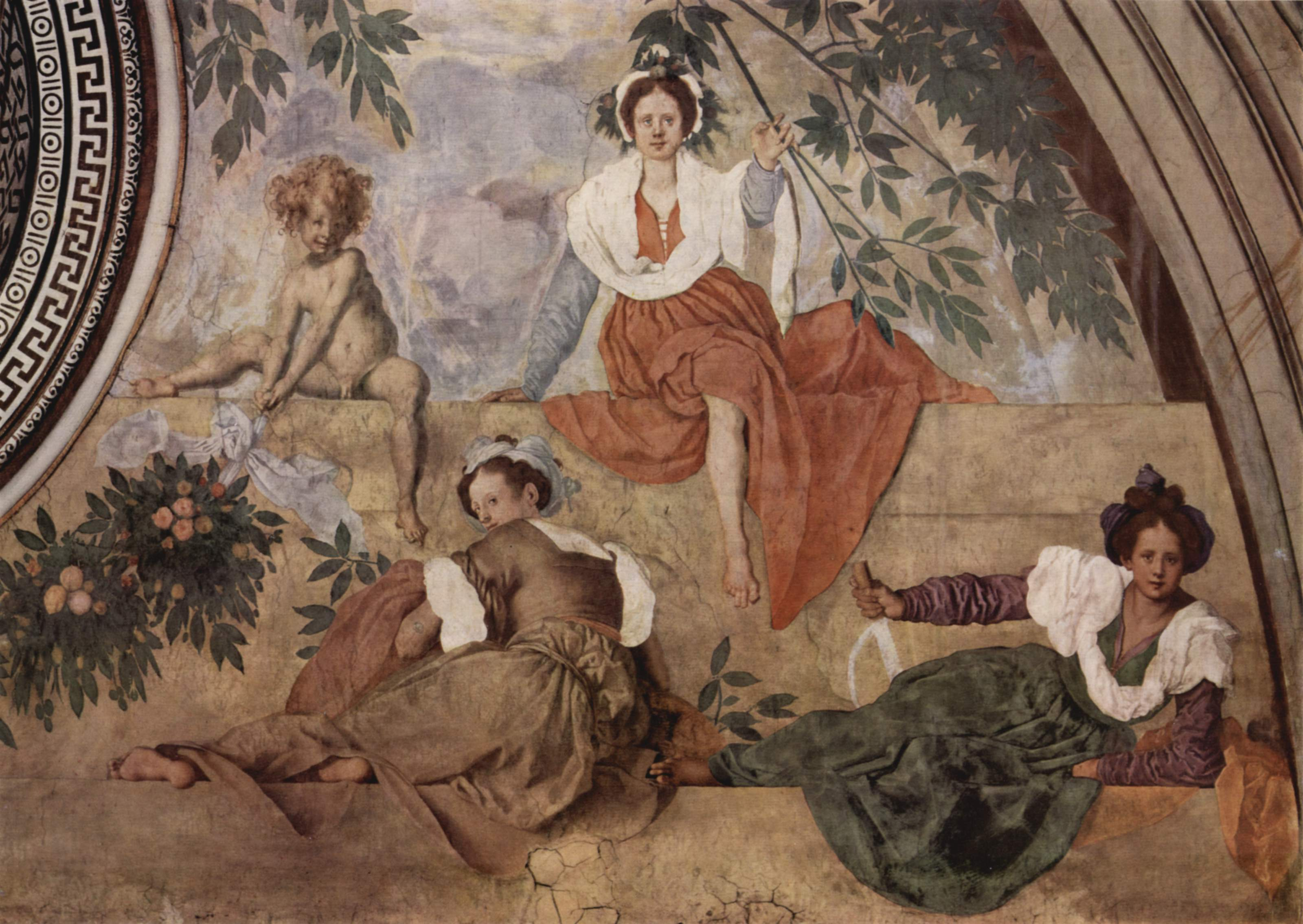
La Pomona de Pontormo

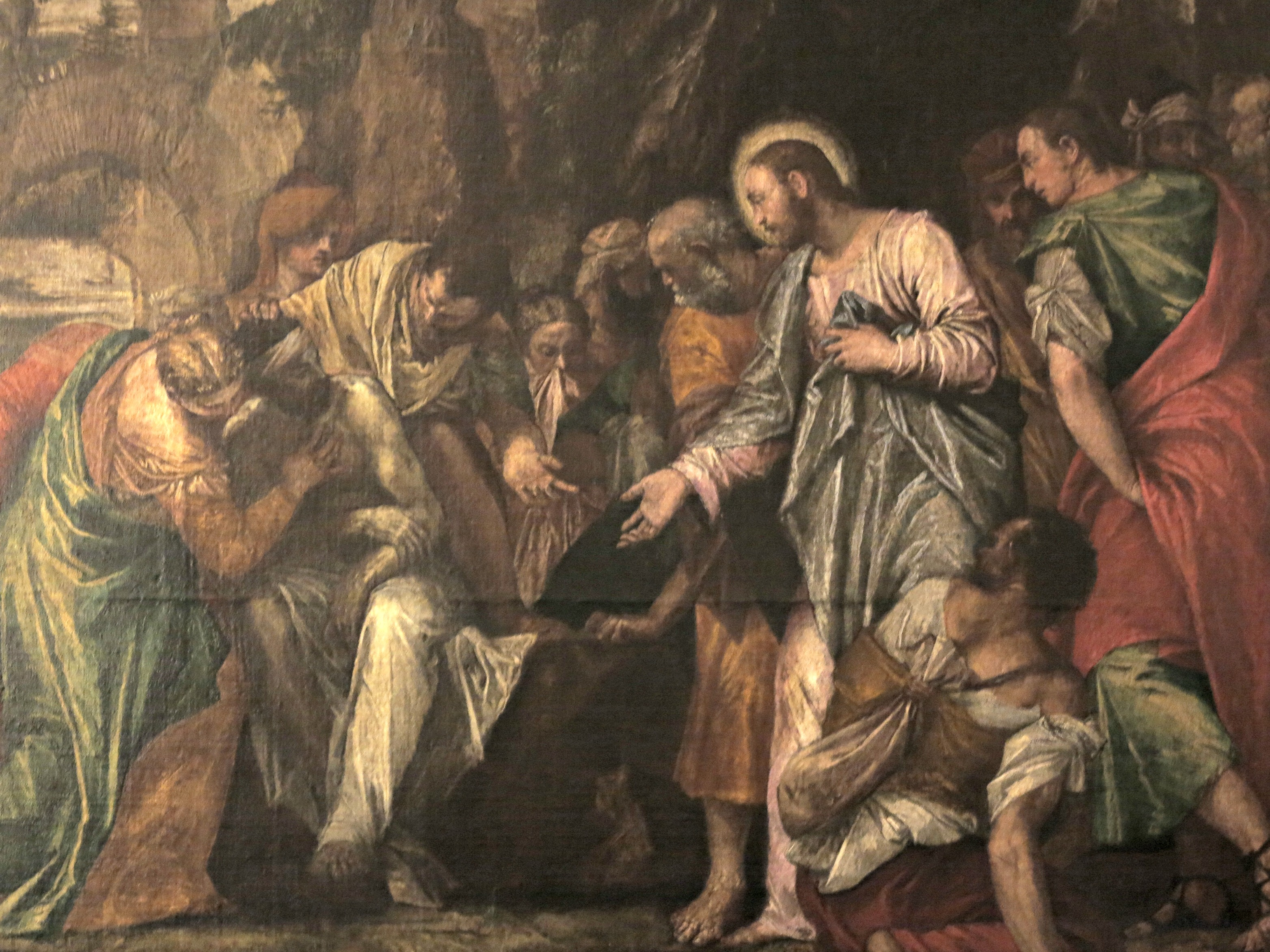
Resurrezione di Lazzaro, de Paolo Veronese, en la antecámara de los apartamentos de Blanca

El fresco más antiguo de la villa, que pertenece a la época de Lorenzo el Magnífico, es el llamado Sacrificio di Laocoonte (de acuerdo con la interpretación de Halm) de Filippino Lippi, conservado bajo la logia del primer piso. Fue descolgado una vez para su restauración y hoy ha sido repuesto, aunque está bastante deteriorado por la intemperie. El fresco es citado por Vasari como Un sacrifizio, a fresco, in una loggia che rimase imperfetto [un sacrificio, al fresco, en una logia que permacece imperfecta] y que se remonta a antes de la muerte de Lorenzo, o en todo caso, fue completado en 1494. No se debe relacionar con el Laocoonte y sus hijos de los Museos Vaticanos, una obra que recibió mucha admiración en la corte italiana, pero que se encontró más tarde, en 1506.
El tema dominante de la primera fase constructiva fue la interpretación de lo antiguo en clave moderna y decorativa y este fresco atestigua plenamente el núcleo, así como el friso del tímpano, tal vez obra de Andrea Sansovino, y el primer luneto decorado del salón luego llamado de León X, de Pontormo.
Construido entre 1519 y 1521, representa a las divinidades romanas de Vertumno e Pomona insertados en un insólito paisaje clasizante.
Enseguida el tema de la decoración cambió, probablemente debido a la llegada a la familia de los primeros títulos nobiliarios de Lorenzo Duca d'Urbino y Giuliano Duca di Nemours, y se convirtió en la ilustración de la gloria de la casa de Médici, al cual aluden claramente los temas oficiales de las pinturas, como los Fasti della storia romana.
Entre 1519 y 1521 la villa vio el trabajo de Andrea del Sarto, que pintó el Tributo a Cesare, una alusión a los dones recibidos por Lorenzo el Magnífico del sultán de Egipto en 1487. El fresco cubría alrededor de un tercio de la superficie de la pared, que en la parte más cercana al muro exterior tenía una gran columna pintada en la pared, que se retiró después; el fresco fue completado por Alessandro Allori, que puso su firma junto a la de Andrea del Sarto, cerca del niño con el pavo en el primer plano. Con el tiempo volvió a sacarse la cornisa del primitivo fresco, dividiendo en dos la escena, pero se ocultó de nuevo en las últimas reformas.
Más o menos en el mismo periodo el Franciabigio realizaba en la pared diagonalmente opuesta el Ritorno di Cicerone dall'esilio, una clara metáfora de los acontecimientos de Cosme el Viejo y de su expulsión con la siguiente vuelta triunfal a Florencia. Este fresco está dominado en la parte superior por arquitecturas fantásticas representadas en un rico paisaje en perspectiva aérea. Aunque esta escena fue ampliada por Allori y el confin original está oculto tras el obelisco de pórfido que se yergue insólitamente cerca del centro de la representación hasta la parte superior de la pintura. La columna pintada se ha conservado en parte en el fresco, de hecho, Allori la insertó cerca del obelisco.
Allori a continuación fue el que integró y completó el programa decorativo del Salón, y los trabajos duraron entre 1578 y 1582 , más de cincuenta años después del inicio de los trabajos decorativos de otros artistas, por encargo de Francisco I de Médici, que sobre todo en la villa vivió su relación con la noble veneciana Bianca Cappello. Además de ampliar los paneles existentes, produjo dos ex novo: Siface di Numidia che riceve Scipione, donde se alude al viaje que Lorenzo el Magnífico realizó a Nápoles para entrevistarse con Fernando II de Aragón; y el Console Flaminio parla al consiglio degli Achei, en el que se sobrentiende la intervención de Lorenzo el Magnífico en la Dieta de Cremona.
Otros frescos, realizados con numerosas ayudas, son los dos recuadros sobre los portales, el segundo luneto con el Giardino delle Esperidi y el espacio entre la luneta y la ventanas y la luneta. La elaborada y fantástica composición con figuras florales, zoomorfas y antropomorfas son típicas del capriccio propio de la época.
Allori ideó entonces una fastuosa arquitectura en toda la sala, que entra casi en contraste con la arquitectura real, con figuras que aparecen esculpidas en sus colores fuertes y cristalinos típicas del manierismo, creando una escenografía magnífica y virtuosística.
Completando la decoración pictórica una magnífica serie de tapices queridos por Cosme I y su hijo Francesco, según diseño de Stradano primero, y después de Allori. Fueron representadas numerosas escenas de caza, ideadas inspirándose en las batidas reales que tuvieron lugar en el gran parque alrededor de la villa (mucho más grande que en la actualidad). No se pueden admirar juntos porque la colección está dispersa entre varios museos florentinos, almacenes y embajadas en el extranjero.

#### Segunda planta
En la segundo planta se encuentra el  Museo della Natura Morta, único en su género que expone alrededor de 200 pinturas, que datan desde finales del siglo XVI hasta mediados del siglo XVIII y que proceden de las colecciones de los Médici. Muchas de estas pinturas, hasta la apertura del Museo, se encontraban depositadas en el Polo Museale Fiorentino y en otros organismos públicos, y son en gran medida visitables por el público en general por primera vez.
En una estancia se encuentran los papiers peints de fabricación francesa, con un tema exótico de principios del siglo XIX. Las vistas representadas son de amplio respiro con una línea de horizonte baja y pequeños personajes que representan Les sauvages de la Mer Pacifique (1804).

#### Sala del friso
La sala está dedicada a dos obras maestras importantes de la época medicea recientemente restauradas: el imponente friso que adornaba la fachada de la Villa, que fue encargado por el propio Lorenzo, y el precioso tapiz de la caza del cisne, uno de los 36 tapices diseñados por Giorgio Vasari encargados por Cosme I, específicamente para la Villa. Por último, aunque sea temporalmente, la sala se ve reforzada por la pintura de un hermoso árbol de la familia de Médici del siglo XVII.

## Edificios adyacentes a la Villa y jardines

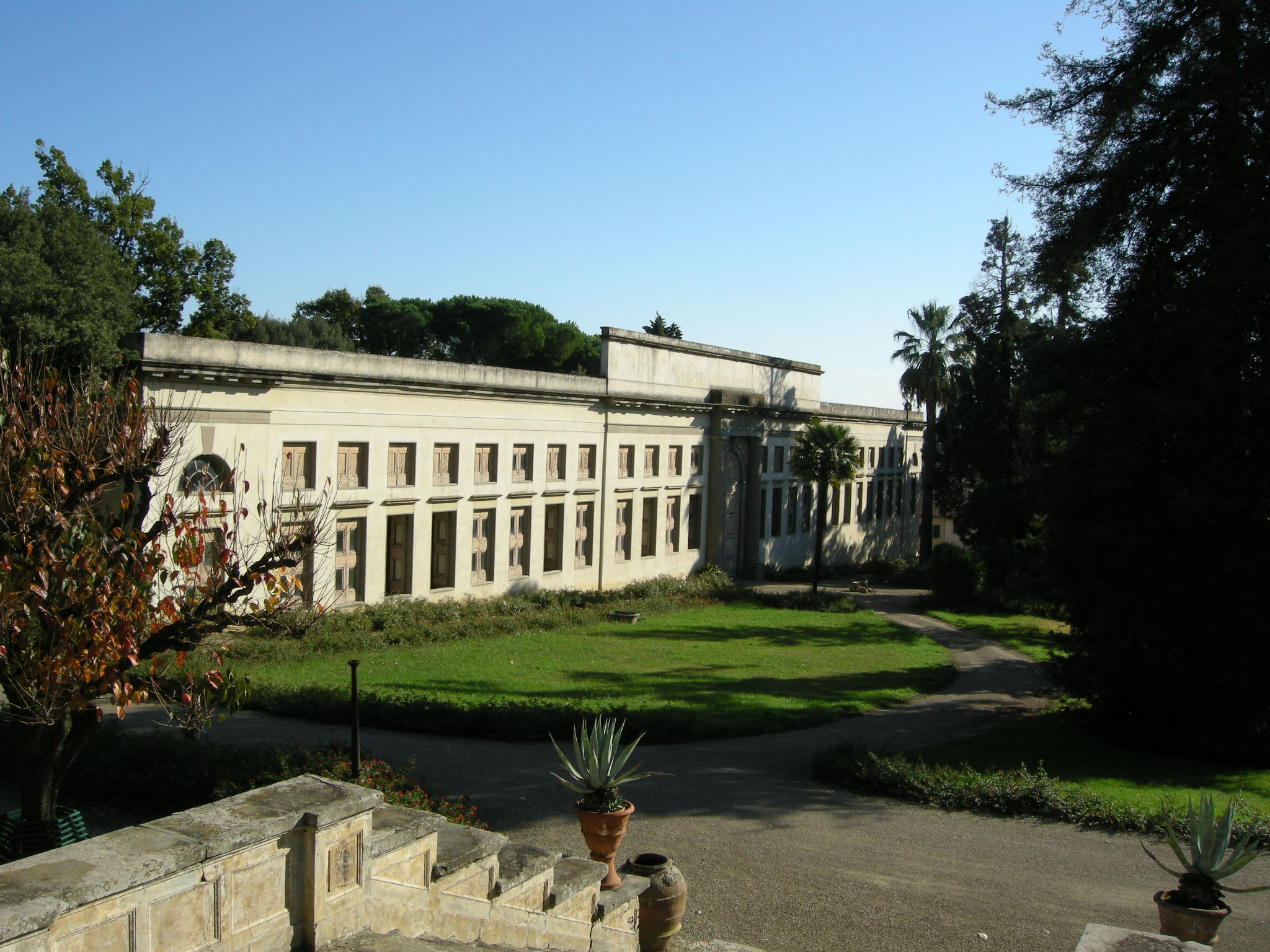
La limonaia (Invernadero)

Junto a la villa hay algunos edificios como la capilla (donde se encuentra la Pietà con i Santi Cosimo e Damiano, pintada en 1560 por Giorgio Vasari, en espera de restauración), que se encuentra en la planta baja del bastión sureste; la Cucinone, realizada a principios del siglo XVII y la gran sala neoclásica de plantas (o limonaia o invernadero) "con annessa conserva d'acqua"  [con una contigua reserva de agua], obra de Poccianti (ca. 1825). La Sala della Pallacorda es un edificio en la esquina del jardín, que data de finales del siglo XVIII para la práctica de este juego, y que ahora alberga la recepción y un almacén.
En la mitad del siglo XVI, bajo de Cosme I, Niccolò Tribolo reorganizó los jardines y terminó la construcción de los establos (1548). La vista de conjunto del orden del jardín y de los establos después de la intervención de Tribolo aparece en el famoso luneto de Giusto Utens de 1599, que se conservan en el Museo di Firenze com'era.

## Los establos

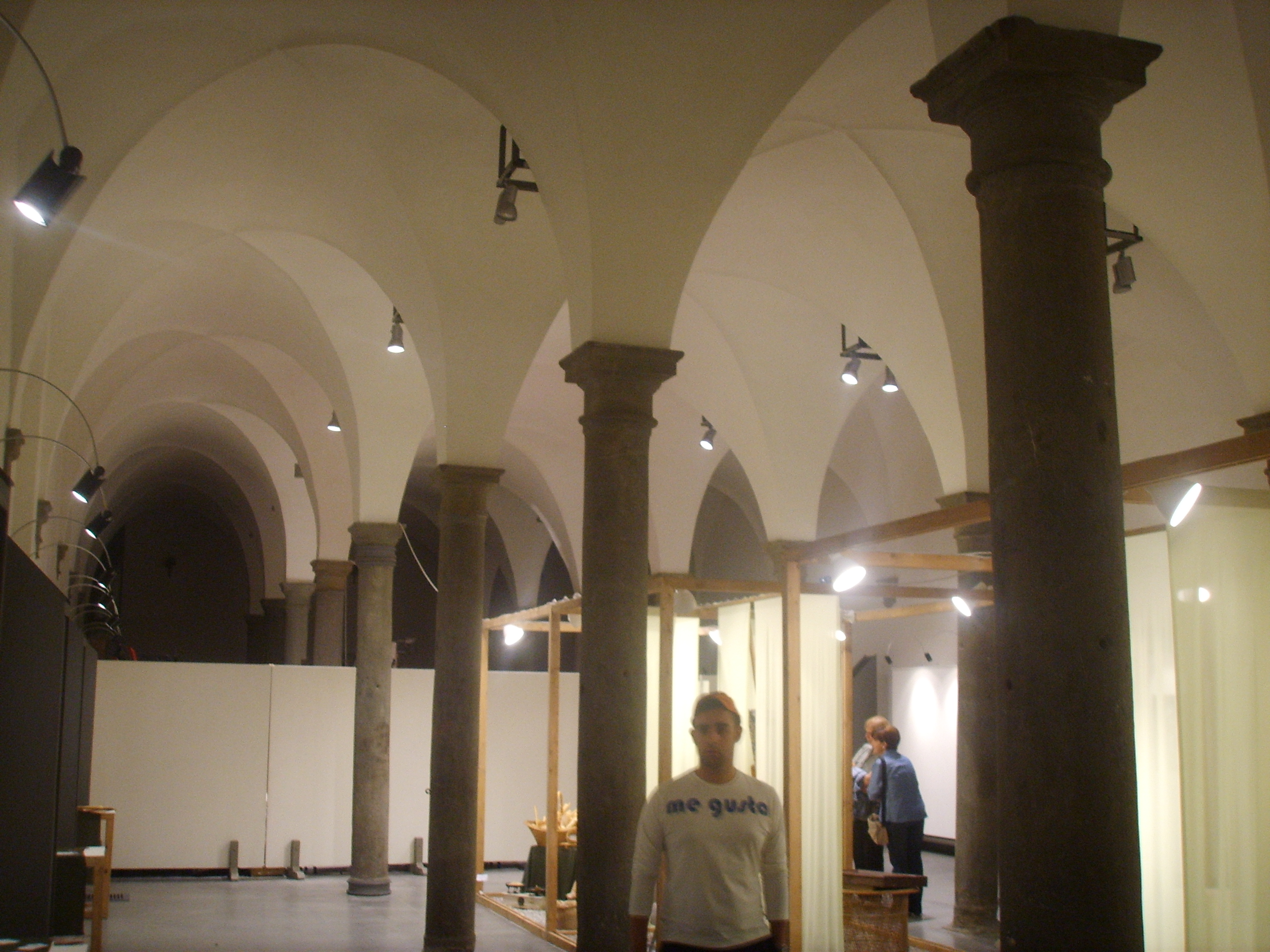
El espacioso interior de los establos de los Médici

Comprados a finales de los años 1970 por la comuna de Poggio a Caiano, están situados fuera del muro de cierre de la villa, en la carretera de Prato. El edificio se organiza en planta baja en seis naves abovedadas en crucero (subdivididas en dos carriles de tres naves cada uno) que fueron utilizados para el envío de caballos y mulas; en un lado, un amplio local acogía a los perros de caza; en el testero sur, una gran sala con bóvedaungulada, albergaba a los carruajes; en el primer piso una larga galería central, iluminada por los extremos por dos grandes ventanales en cruz, distribuidas a ambos lados que acogen al personal de servicio de la villa. El edificio tiene unas dimensiones impresionantes que hacen que parezca una suerte de basílica laica y que trasciende la función a la que estaba destinado. Después de un período de abandono ya está en marcha un proyecto de restauración y mejora integral del arquitecto Franco Purini. Actualmente la planta baja alberga un centro de exposiciones y congresos, con biblioteca y una oficina de información turística. Desde 2009 alberga el Museo Ardengo Soffici. Está prevista una recuperación completa el primer plano.

## Los jardines

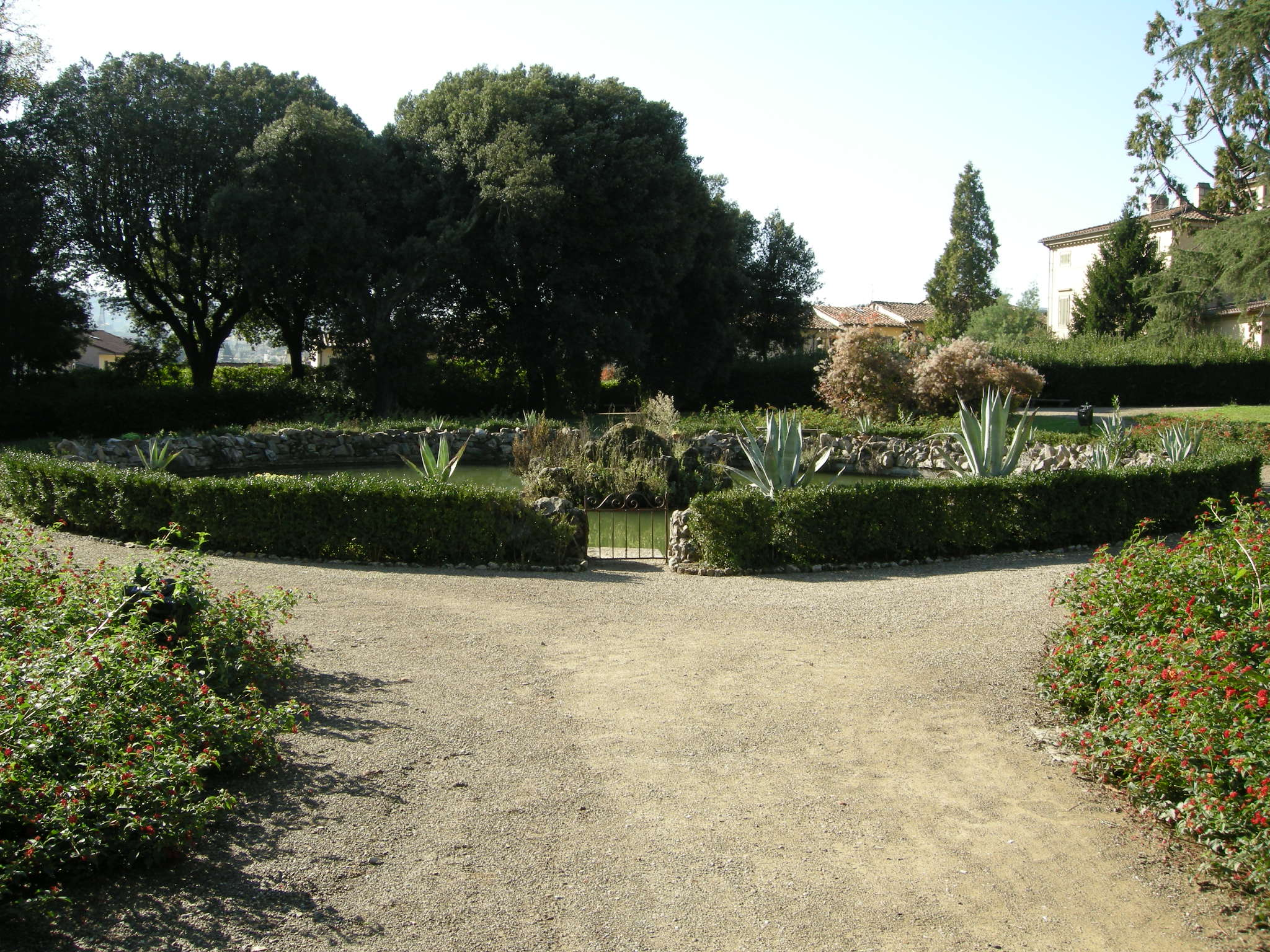
La fuente en el centro del jardín a la italiana

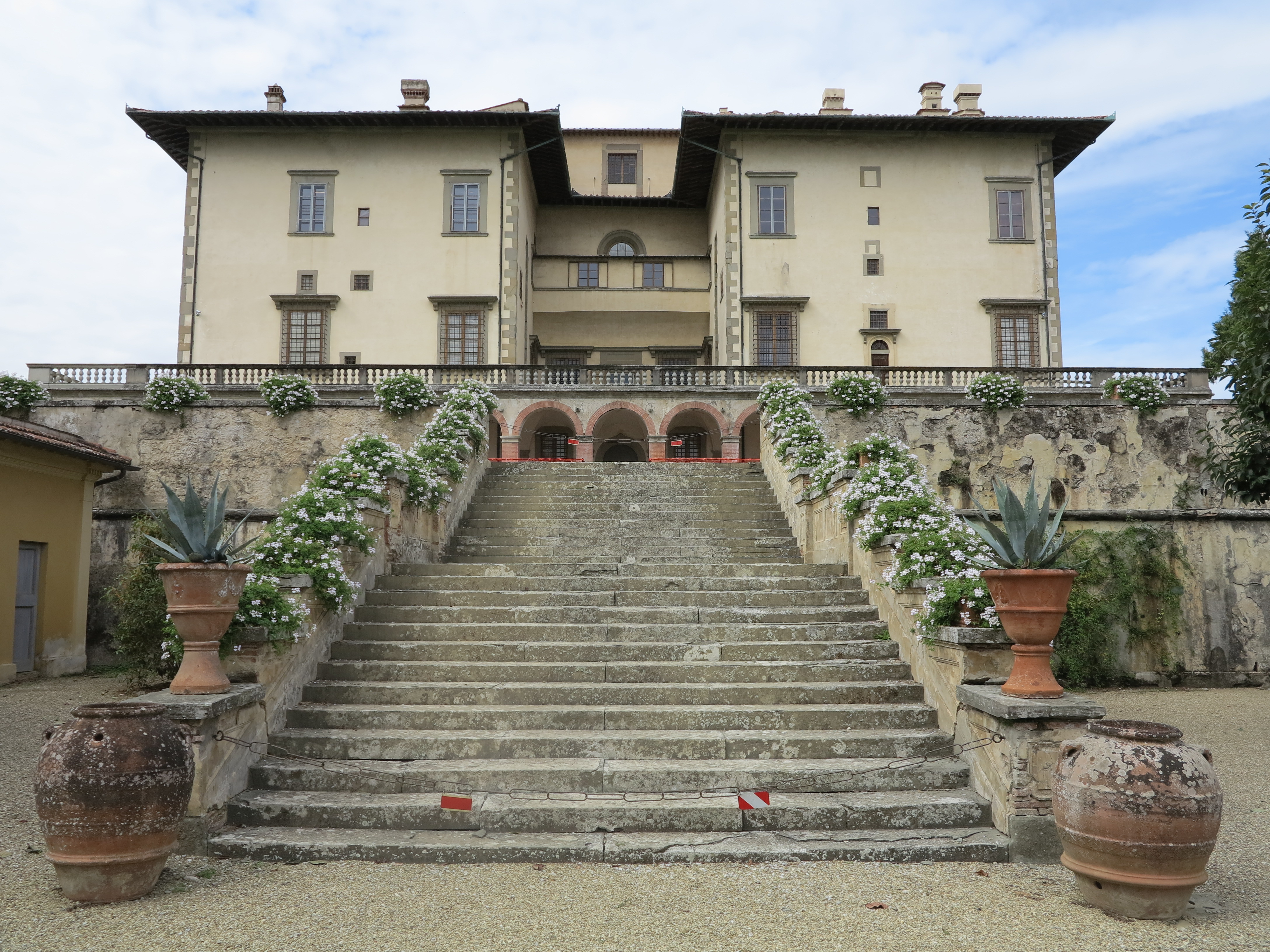
Escalinata de la villa

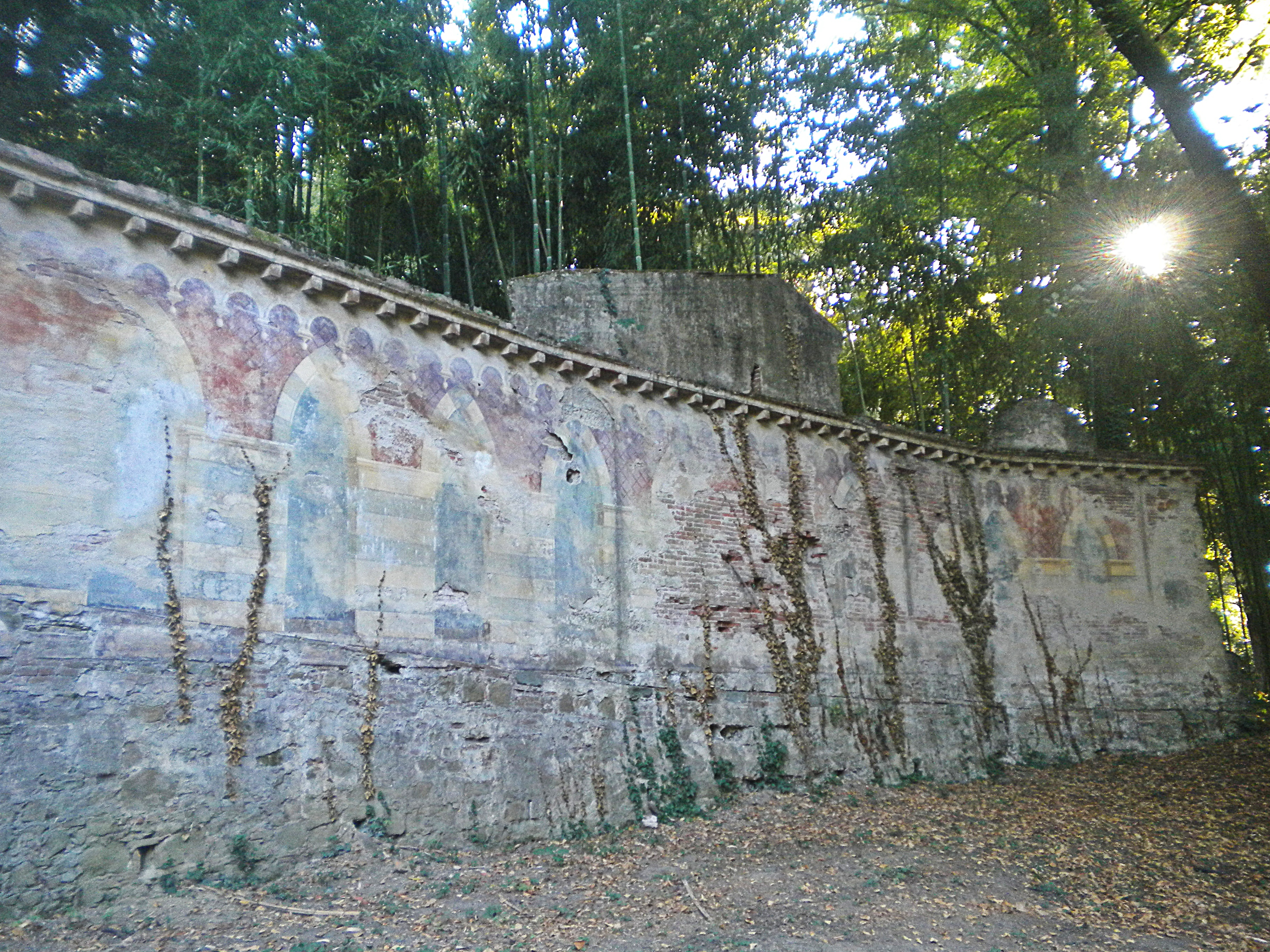
Detalle del templo de Diana en el jardín inglés, una falsa ruina

De gran interés son los jardines que rodean la villa, y en especial los que se remontan al siglo XIX.
Hasta el siglo XVII, de hecho, el jardín de la villa era bastante simple en comparación con los de las villas de Castello o de la Petraia: áreas no pavimentadas y zonas boscosas ordenadas, con un jardín a la italiana a la derecha, todo privado de fuentes y de decoraciones escultóricas, como se desprende de la luneta de Giusto Utens.
En el siglo XVIII se reorganizaron algunas de las zonas ajardinadas, ampliando el bosque donde se practicaba la caza, la denominada fagianaia (granja de faisanes). En la zona del jardín italiano se dispuso una fuente en el centro sustituyendo un grupo de árboles, alimentada por una nueva cisterna híidrica.
Los jardines fueron rediseñados después de 1811, pero sin seguir del todo el proyecto original elaborado por el ingeniero Giuseppe Manetti, encargado por Elisa Baciocchi. Louis Martin Berthauld, en 1813, anotó la desolación de la plaza situada frente de la villa y se propuso remediar el hecho de que los distintos luoghi di delizia del parque, que serían vastísimos, en realidad estaban aislados unos de otros: la villa y el bosque detrás son contiguos, pero el jardín italiano está separado por la carretera a Prato y el Barco mediceo di Bonistallo (que no debe confundirse con el mucho más grande  Barco Reale, dispuesto en la cresta de Montalbano), un bosque destinado a la caza que aun hoy sale sobre la colina frente a la Villa hacia la iglesia de San Francisco, en el camino de Pistoia; la Pavoniere, más allá del Cascine y aún existente, está separada por el río Ombrone.
Para remediar estos inconvenientes se tomaron varias iniciativas en diferentes momentos: la carretera hacia Prato se desvió, se abatieron muchos muros que separaban las zonas de la finca, que se unificaron en un solo recinto, mientras que en la explanada de la villa se realizaron algunos viales serpenteantes con varía decoración vegetal; se enderezó el curso del Ombrone y se hizo un nuevo puente de hierro cabalgable para conectarse con el Cascine di Tavola y la Pavonería.
El parque adquirió así una forma irregular, que será explotada en la creación de un jardín nglé , con la creación de un estanque y de un templo dedicado a Diana y con posteriores trabajos en clave romántica. La cocina, la reserva de agua y la capilla fueron ocultadas por nuevos grupos de árboles.
Actualmente, solo la parte de los jardines que se extiende más allá de la parte trasera de la villa, hacia el Ombrone, se presenta como un jardín inglés, con avenidas sombreadas y rincones pintorescos. En el lado derecho de la villa se ha mantenido el aspecto de un jardín a la italiana, con una piscina central y numerosos limoneros en macetas. El jardín está vallado por tres lados y cerrado en el cuarto por el mencionado gran invernadero de Poccianti. Los jardines están decorados con especies de plantas raras y con algunas estatuas, como una en terracota representando la captura de la ninfa Ambra por Ombrone descrita por Lorenzo de Médici en su poema Ambra [Ámbar].

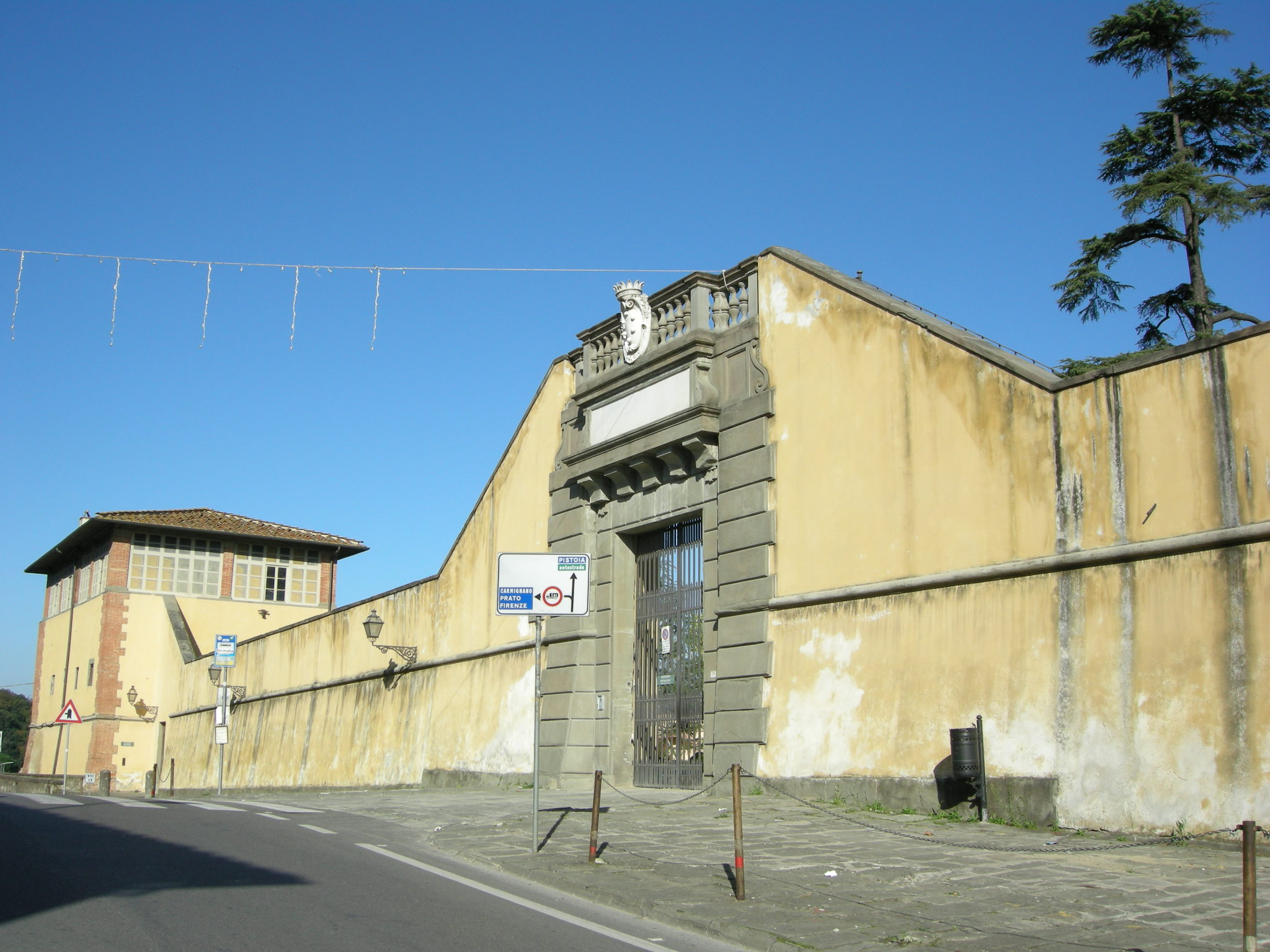
El portón y la caseta de guardia

## Muestra
- En el verano de 2009, la villa ha acogido las obras de Helene Brandt y Donatella Mei que rindieron homenaje a Isabella de Medici.
- La caza es el tema de la exposición que se celebró en la villa donde se mostraron una serie de tapices queridos por Cosimo I de Medici y ejecutados por Giovanni Stradano e Francesco Allori. El foco está representado por los tapices que representan “La caccia all'oca selvatica” e “ La Caccia al cigno”.